# Caraxíneos
Caraxíneos (cientificamente denominados Charaxinae) são uma subfamília de insetos da ordem Lepidoptera e da família Nymphalidae, classificada por William Doherty no ano de 1886 e composta por um grupo de espécies de borboletas amplamente distribuídas pelas regiões de clima tropical da Terra, encontrando o seu principal centro de especiação na região da África subsariana e região indo-malaia. Os Charaxinae apresentam corpos geralmente robustos, sustentando um voo veloz e poderoso; com preferências de alimentação, nos adultos, abrangendo a extração de substâncias úmidas e mineralizadas do solo, ou sobre fezes (principalmente de Carnivora) e carniça, mas também sugando fermentação em frutos e exsudações em troncos de árvores; geralmente exibindo cores vivas em sua face superior, nas asas, e cores discretas em sua face ventral, por vezes imitando a aparência de uma folha decomposta, assumindo um desenho críptico complexo e raramente apresentando cores mais vistosas ou ocelos. Dentre as preferências de alimentação de suas lagartas estão plantas das famílias Annonaceae, Euphorbiaceae, Fabaceae, Flacourtiaceae, Lauraceae, Monimiaceae, Piperaceae e Sapindaceae.

## Dimorfismo sexual
O dimorfismo sexual é intenso nesta subfamília; em Charaxes, as fêmeas geralmente são maiores que os machos e muitas delas exibem coloração mais pálida ou faixas brancas nas asas que não estão presentes nos machos. Alguns machos de Charaxes podem ter apenas uma cauda, enquanto as fêmeas têm duas caudas. Nestes e em outras espécies, em outros gêneros, também podem se apresentar colorações bem distintas das dos indivíduos do sexo masculino. Na tribo Preponini os machos são caracterizados por apresentar tufos de escamas androconiais na região basal de suas asas posteriores.

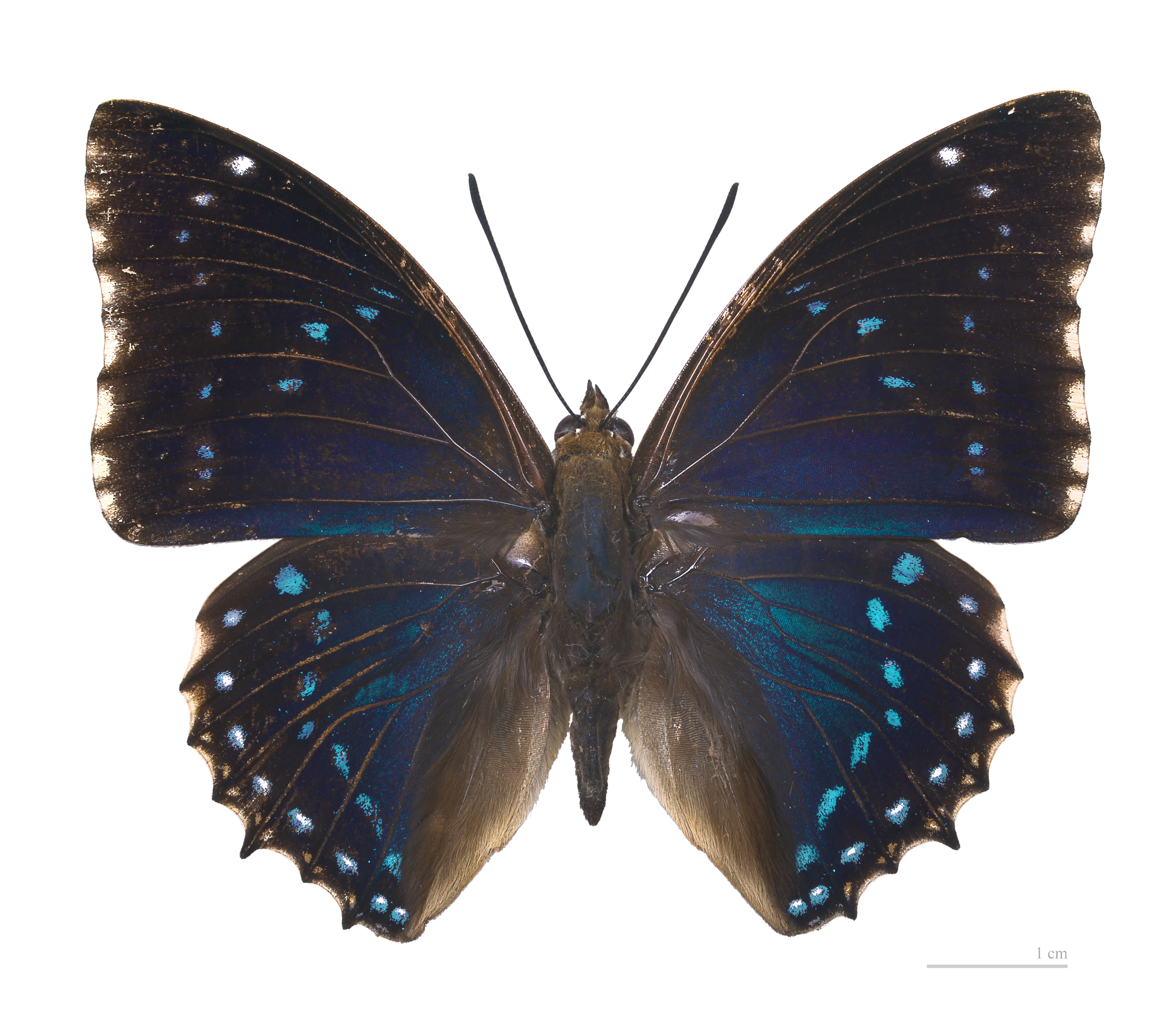
Vista superior do macho de Charaxes numenes, cujo tipo nomenclatural fora coletado em Serra Leoa.
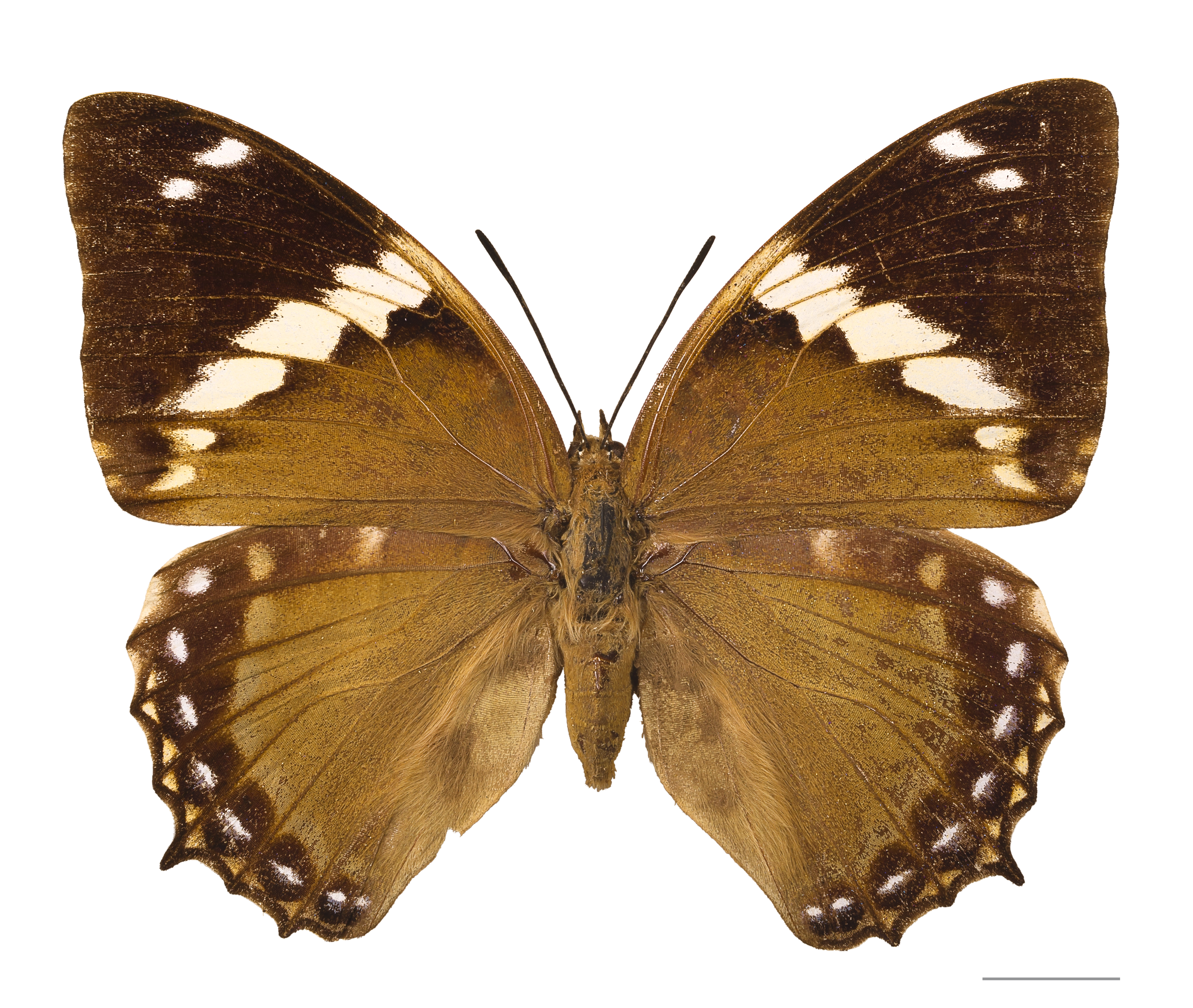
Vista superior da fêmea de Charaxes numenes.
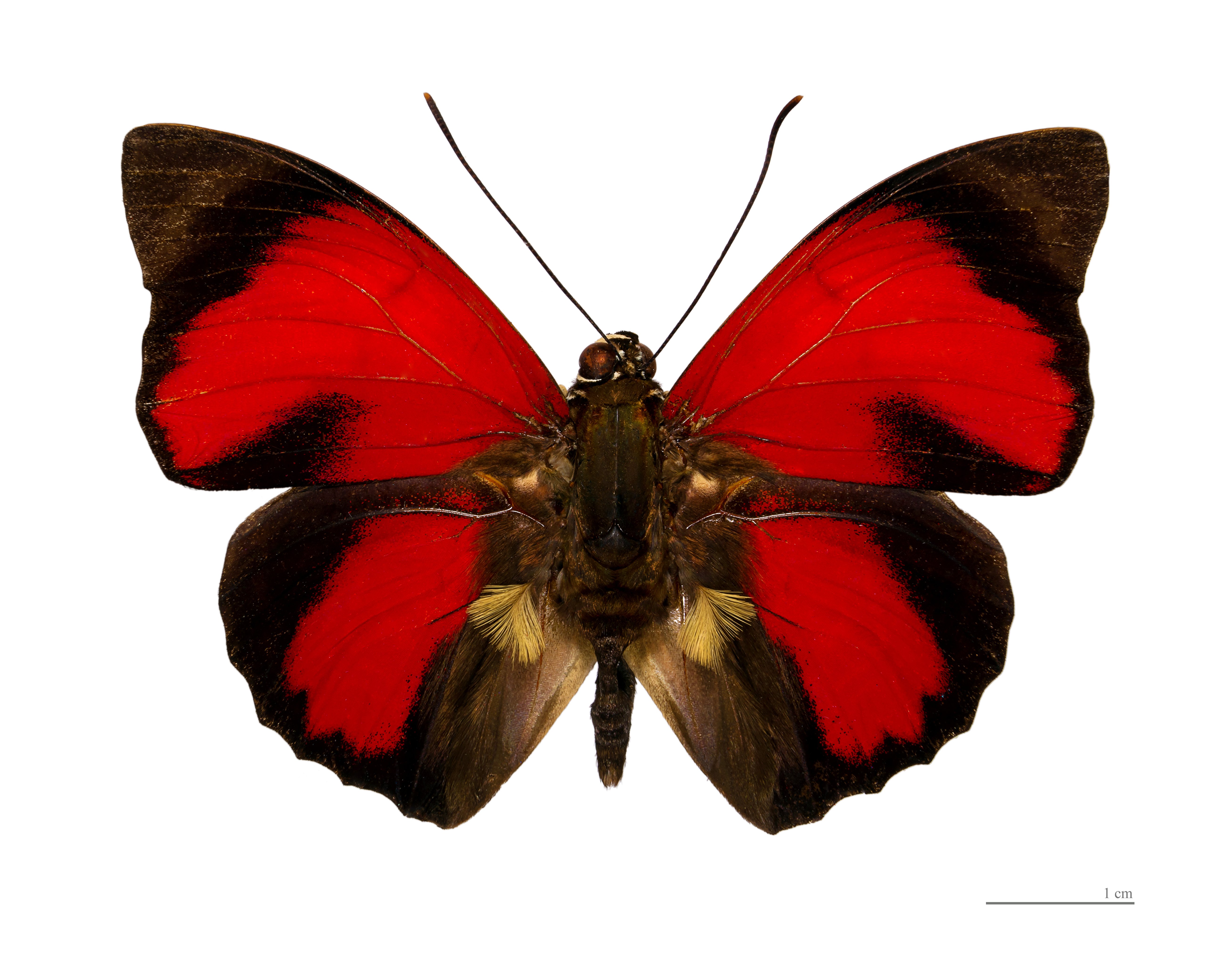
Vista superior do macho de Prepona claudina (ex Agrias claudina), cujo tipo nomenclatural fora coletado no Brasil. Observe os tufos de androcônia.
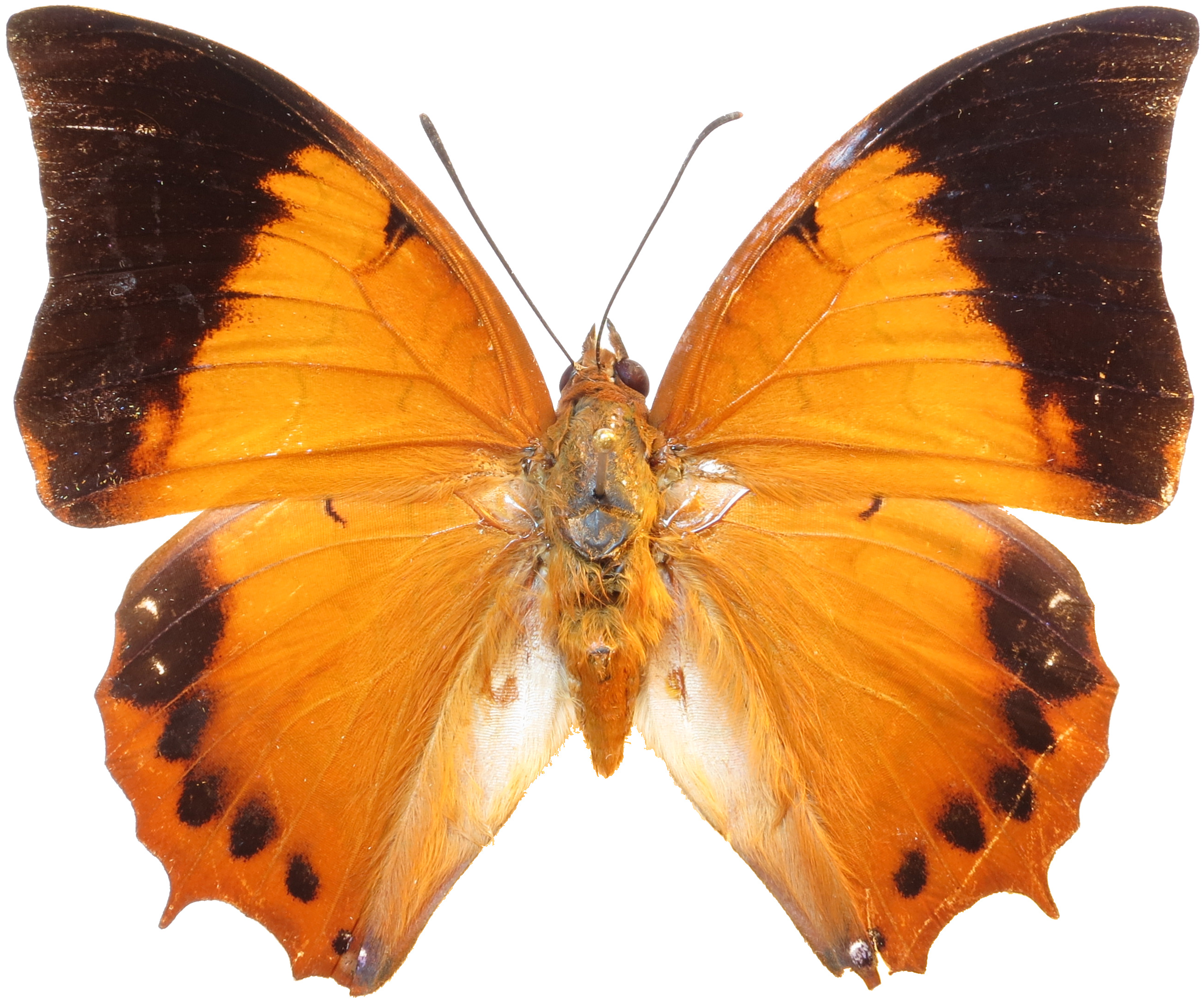
Vista superior do macho de Charaxes bernardus, cujo tipo nomenclatural fora coletado na China.[5] Sua fêmea possui grossas faixas brancas entre o negro e o amarelo-castanho de suas asas.

## Mimetismo e ocelos
Em Charaxinae o mimetismo não é comum. Um exemplo notável de associação de mimetismo envolve Charaxes acraeoides, cujo tipo nomenclatural fora coletado em Camarões; imitando o padrão de borboletas Heliconiinae do gênero Acraea. No caso da tribo Anaeini, é possível afirmar que a subespécie Consul fabius drurii participa do mesmo grupo mimético de borboletas Heliconiini da região sudeste do Brasil (em particular Heliconius ethilla narcaea). Em uma subespécie de Prepona (ex Agrias; da tribo Preponini) da bacia do rio Amazonas, P. amydon phalcidon, ocorre uma relação de mimetismo com borboletas do gênero Asterope. A presença de ocelos também é incomum e pode ser detectada em Charaxes analava, de Madagáscar, no verso de suas asas posteriores e próximos às asas superiores do inseto, mas principalmente em algumas espécies de Prepona, que os apresentam em pares e bem desenvolvidos, em cada asa posterior.

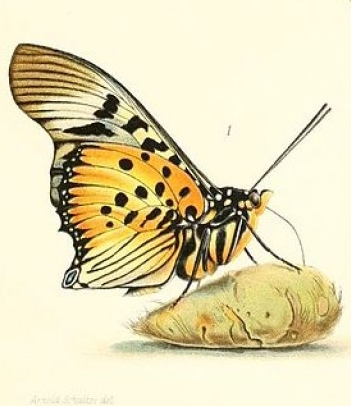
Ilustração da borboleta Charaxes acraeoides sobre fezes de Civeta-africana, retirada de Die charaxiden und apaturiden der kolonie Kamerun : eine zoogeographische und biologische studie (1917).
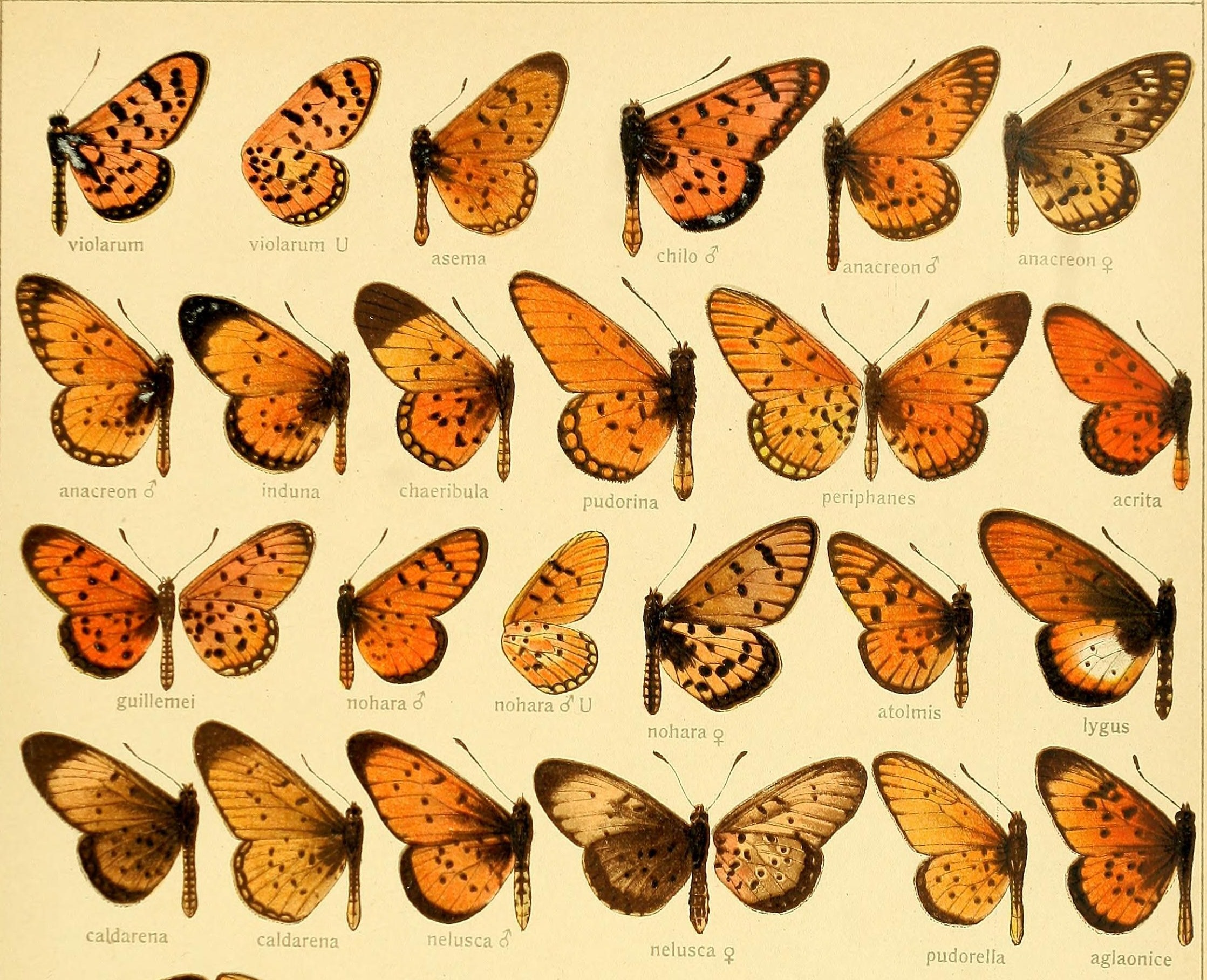
Ilustração contendo espécies de Heliconiinae do gênero Acraea, retirada de Die Grossschmetterlinge der Erde : eine systematische Bearbeitung der bis jetzt bekannten Grossschmetterlinge (1907).
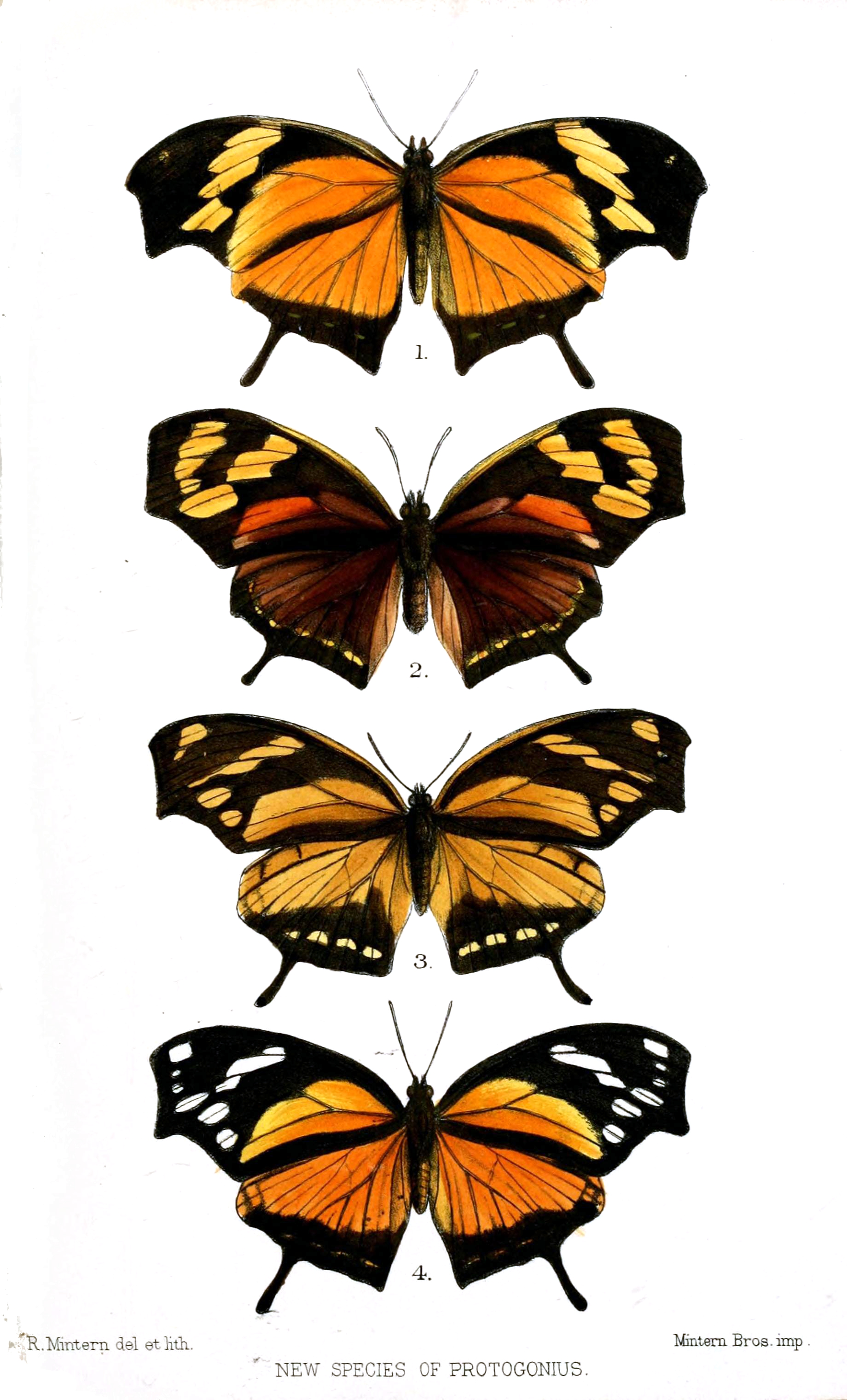
De cima para baixo, subespécies de Consul fabius: C. f. quadridentatus, C. f. castaneus, C. f. ochraceus e C. f. albinotatus, em ilustração de 1873; todas com colorações típicas de espécies aposemáticas sul-americanas.
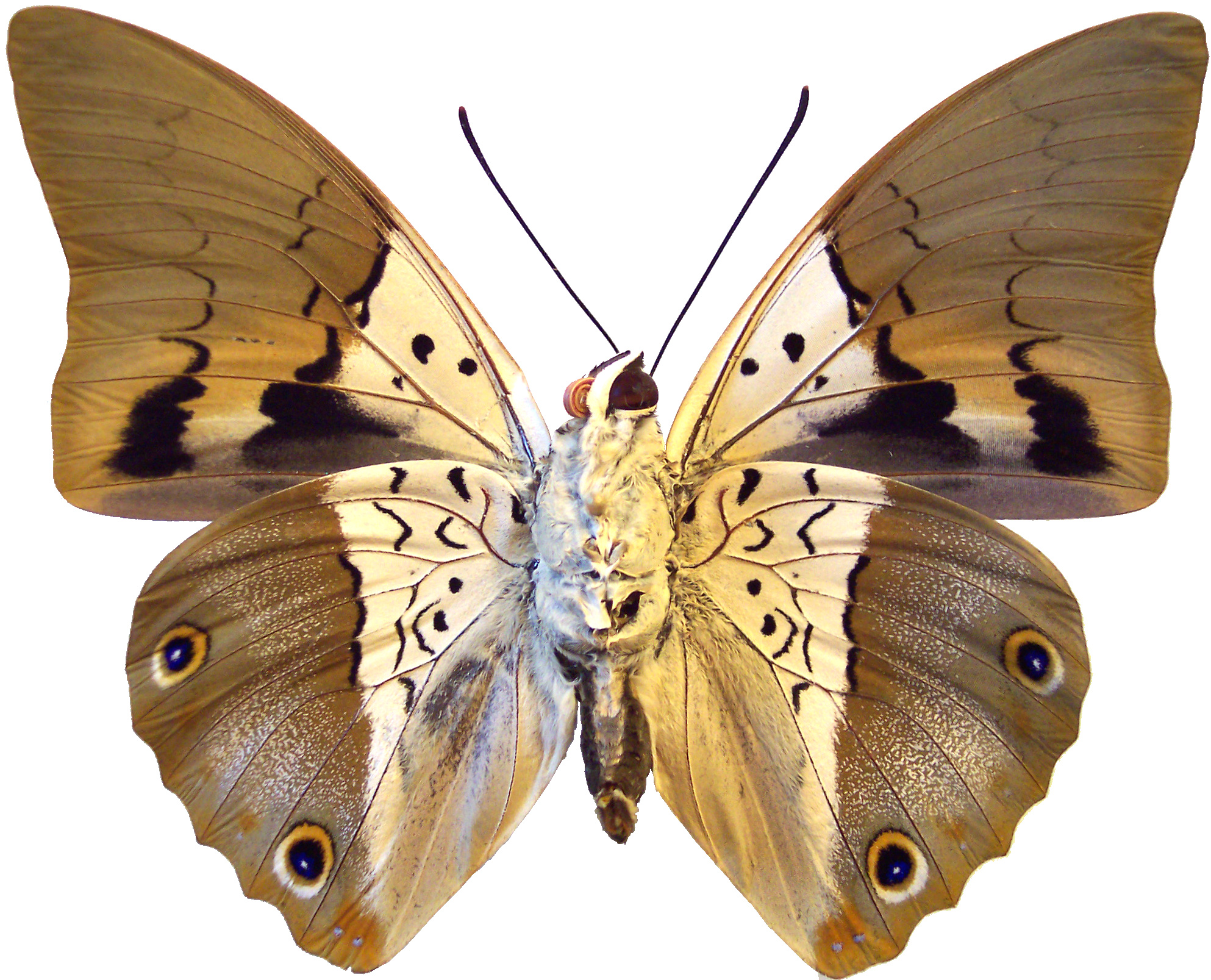
Vista inferior de Prepona dexamenus, cujo tipo nomenclatural fora coletado em Chanchamayo (Peru). Observe os ocelos nas asas posteriores.

## Classificação científica: tribos de Charaxinae
As borboletas da subfamília Charaxinae estão divididas em seis tribos:
- Tribo Anaeomorphini. Borboletas da região neotropical, com duas espécies (Anaeomorpha splendida e Anaeomorpha mirifica) no noroeste da América do Sul.[7]
- Tribo Anaeini. Borboletas da região neotropical, com uma espécie (Anaea troglodyta) no sul da região neoártica das Américas.[5][8]
- Tribo Charaxini. Com uma espécie no holoártico europeu (Charaxes jasius) e com diversas espécies na região afro-tropical, região indo-malaia e Oceania.[5]
- Tribo Pallini. Borboletas exclusivamente restritas à região afro-tropical, com um gênero (Palla).[5]
- Tribo Preponini. Borboletas da região neotropical das Américas, com pouca representação nas Antilhas (Archaeoprepona demophoon, em Porto Rico, República Dominicana e Cuba).[5]
- Tribo Prothoini. Borboletas da região indo-malaia e Melanésia, com menos de 5 espécies classificadas.[5]

## Galeria de imagens

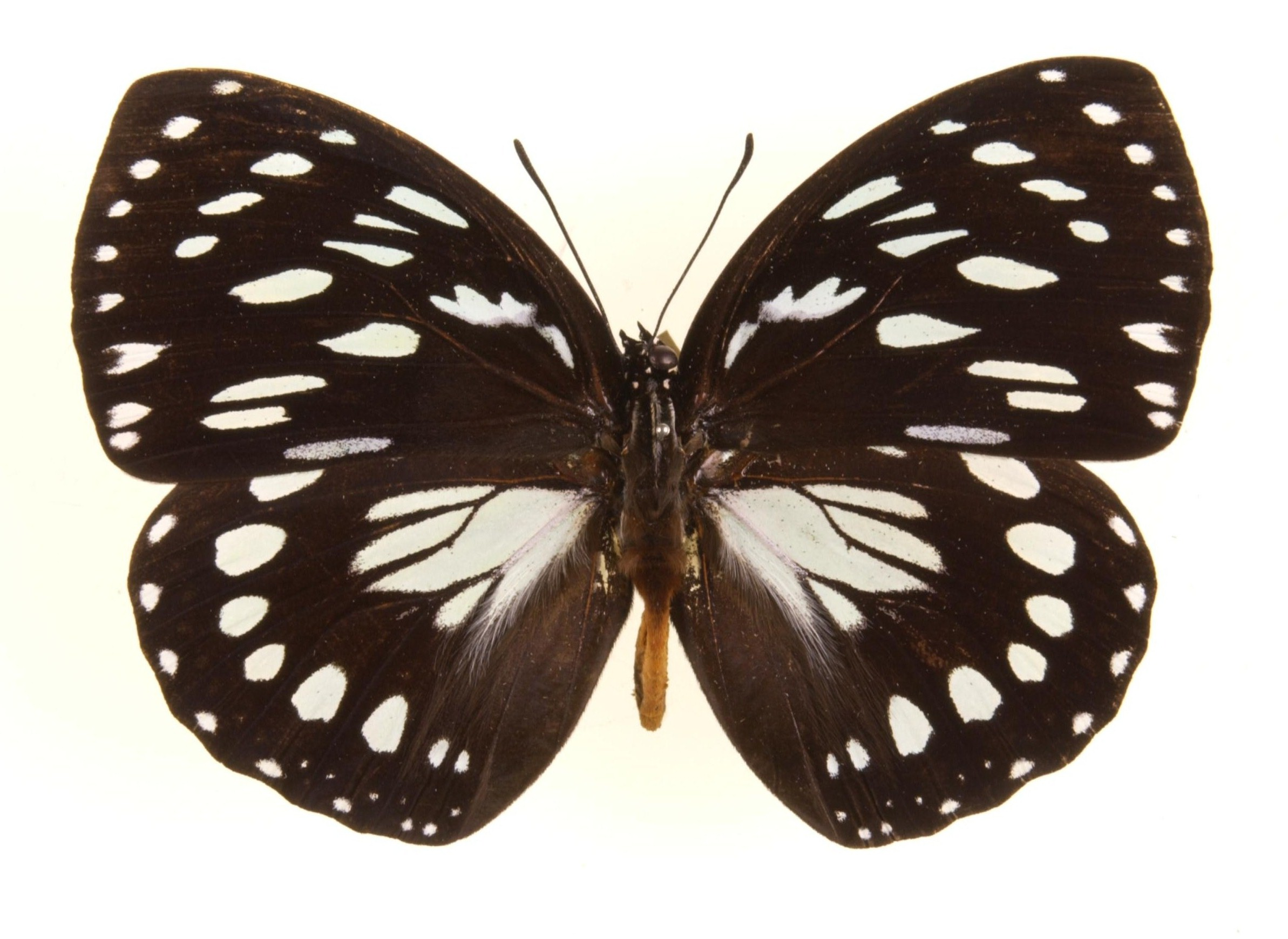
Charaxes (ex Euxanthe eurinome), espécie-tipo do ex gênero Euxanthe; transferido para Charaxes e retirado da tribo Euxanthini no início do século XXI.
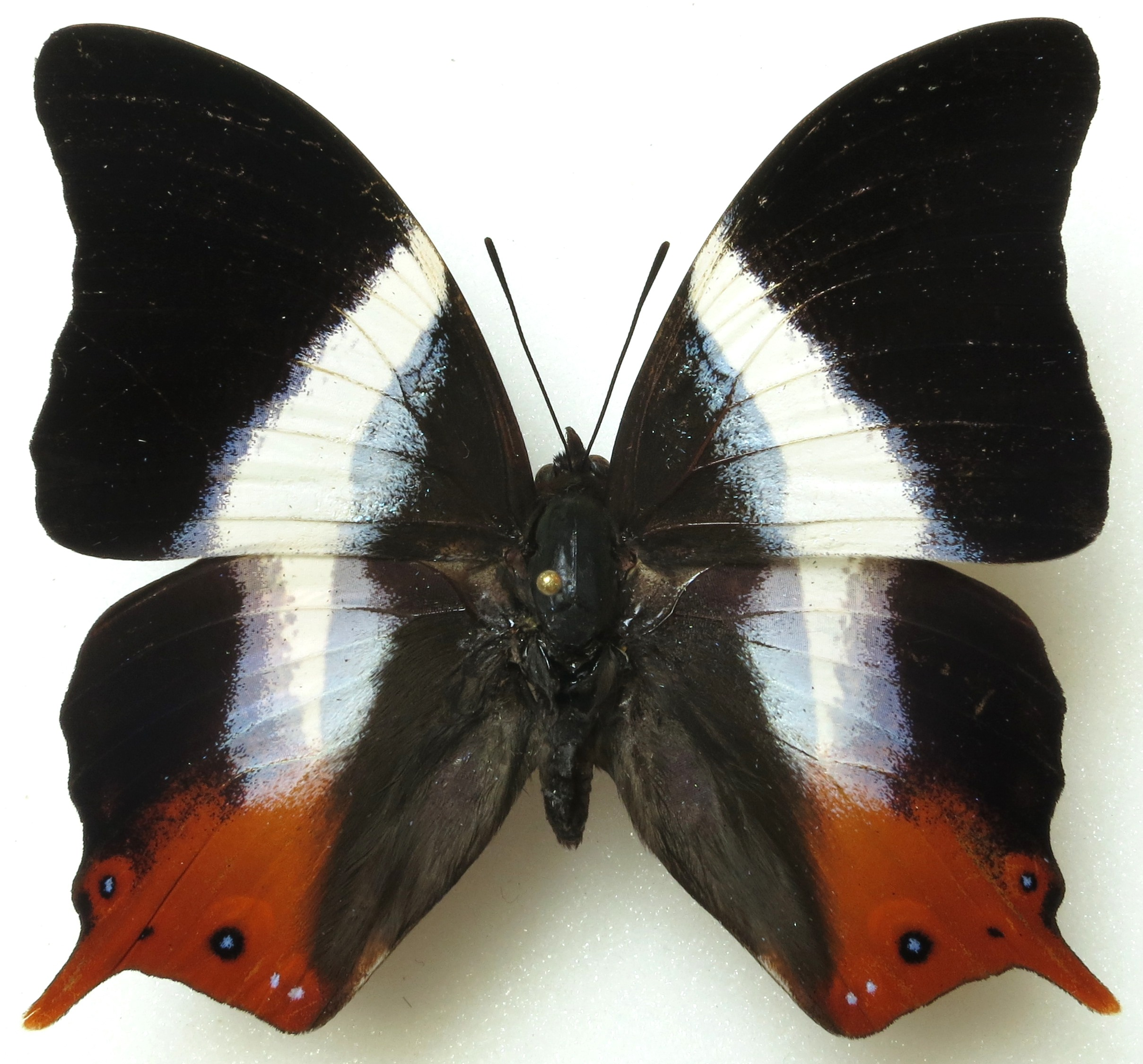
Vista superior do macho de Palla violinitens, cujo tipo nomenclatural fora coletado em Acra (Gana). Único gênero da tribo Pallini.
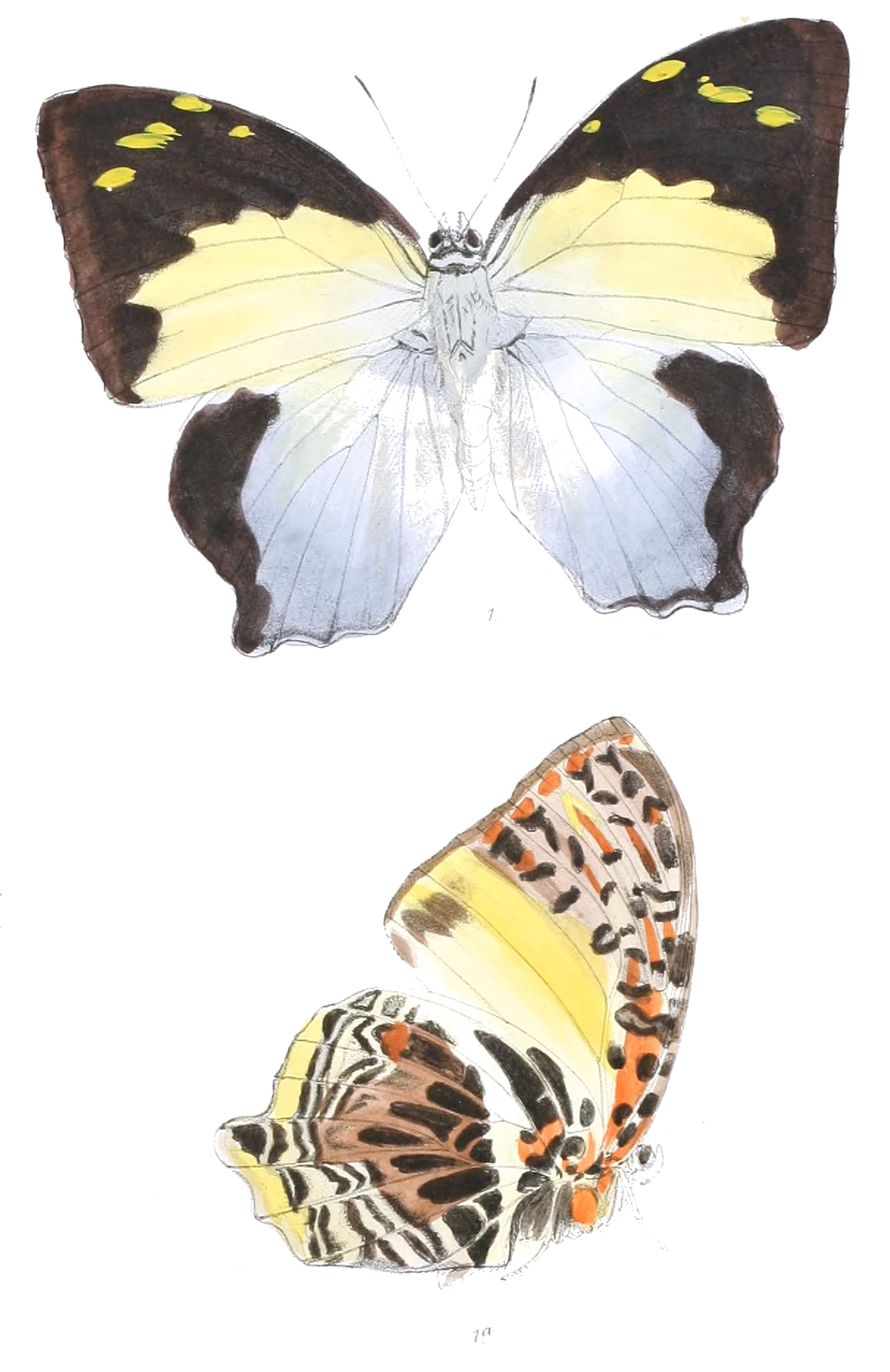
Ilustração publicada no fim do século XIX com a vista superior e inferior de borboletas da espécie Agatasa calydonia, da tribo Prothoini.
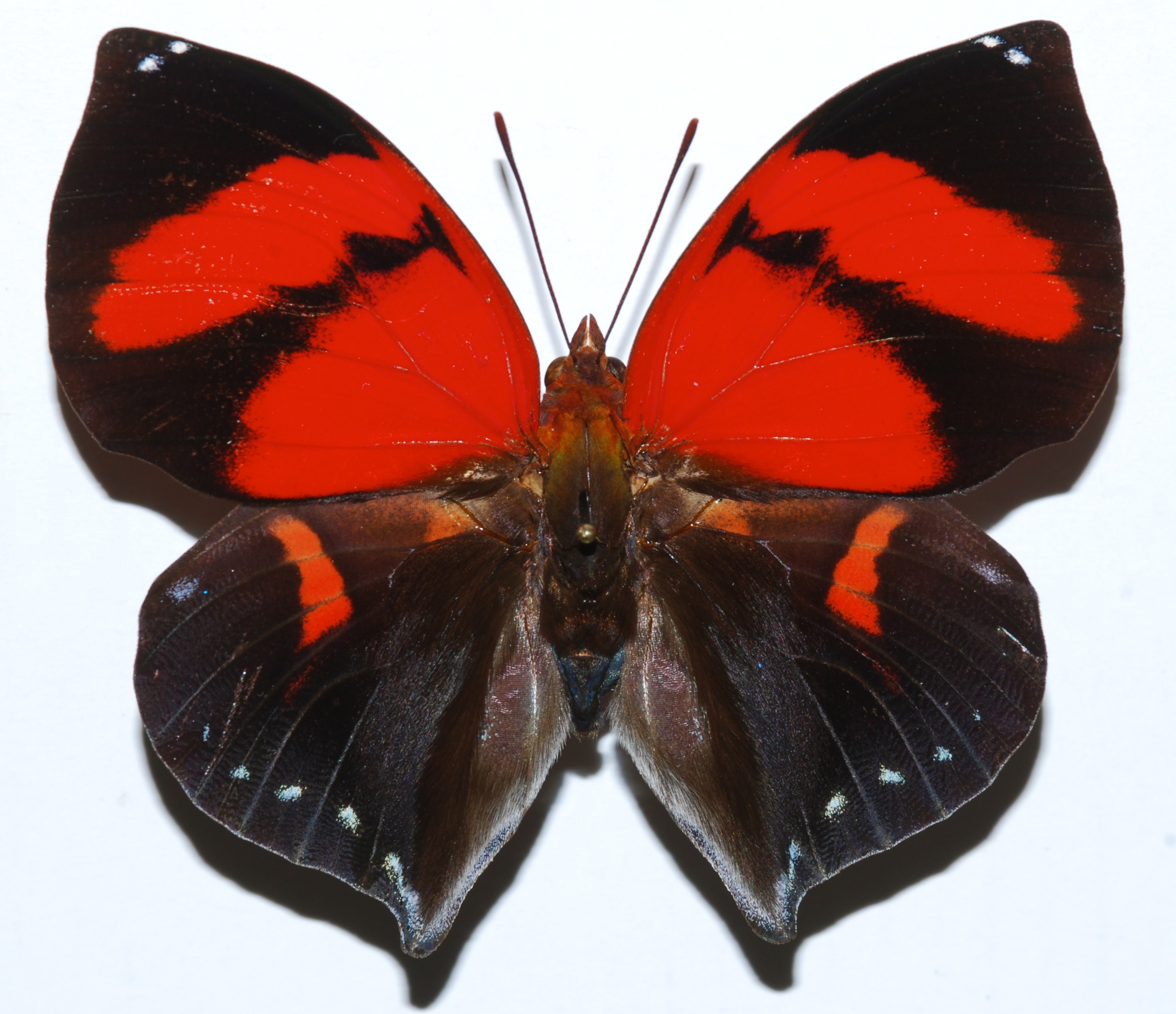
Vista superior do macho de Siderone galanthis, cujo tipo nomenclatural fora coletado no Suriname; pertencendo à tribo Anaeini.
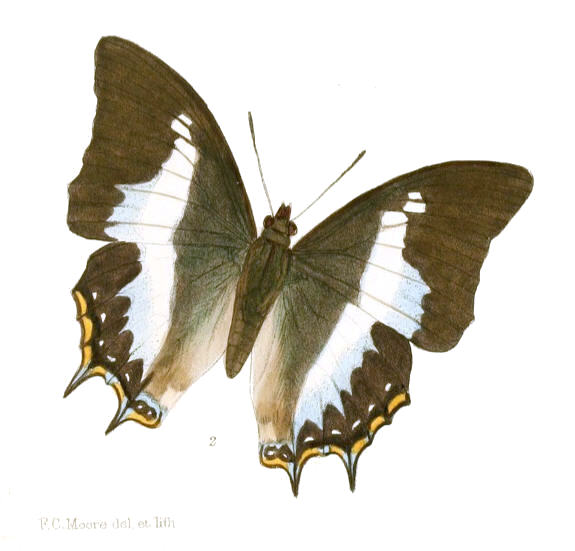
Ilustração do final do século XIX com Charaxes schreiber, vista superior, espécie do ex gênero Polyura[21] cujo tipo nomenclatural fora coletado em Java.
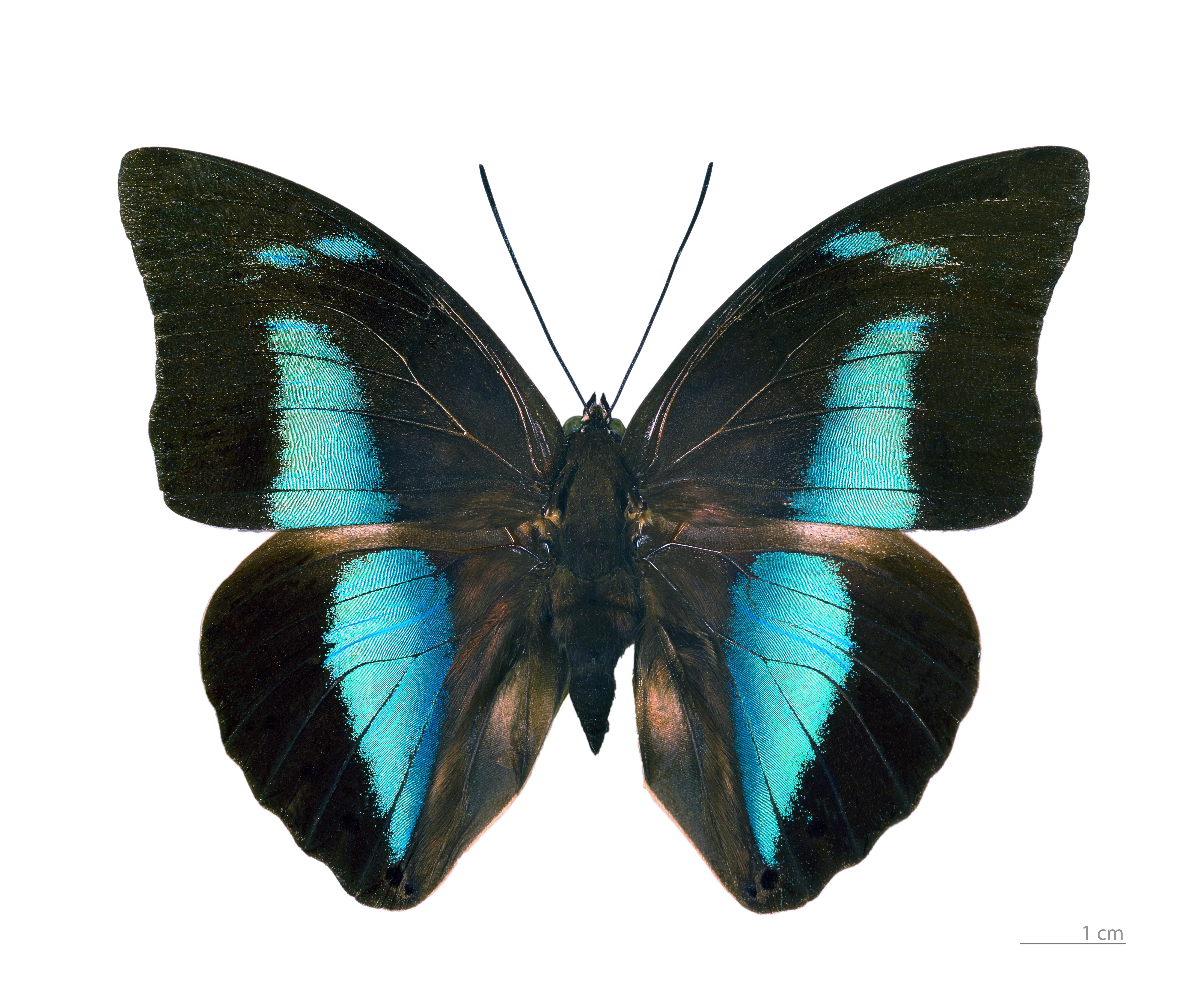
Vista superior do macho de Archaeoprepona amphimachus, única espécie de Charaxinae da tribo Preponini no Caribe.

## Datas: cronologia da classificação de Charaxinae

### Séculos XVIII ao XX
- 1758: Linnaeus cataloga Papilio demophon (Archaeoprepona) e Papilio pyrrhus (Polyura).
- 1767: Linnaeus cataloga Papilio jasius (Charaxes).
- 1775: Cramer cataloga Papilio eurinome (Euxanthe), Papilio fabius (Consul) e Papilio ryphea (Fountainea); Fabricius cataloga Papilio polycarmes (Memphis) e Papilio troglodyta (Anaea).
- 1776: Schulze cataloga Papilio claudia (Agrias).
- 1777: Cramer cataloga Papilio clytemnestra (Hypna) e Papilio decius (Palla).
- 1779: Cramer cataloga Papilio isidora (Zaretis).
- 1801: Illiger cataloga Papilio nemesis (Siderone).
- 1807: Hübner determina o gênero Consul (ex subgênero de Anaea).[22]
- 1811: Hübner cataloga Potamis superba laertes (Prepona).
- 1816: Ochsenheimer determina o gênero Charaxes.
- 1819: Hübner determina os gêneros Anaea, Hypna, Memphis, Zaretis (ex subgêneros de Anaea)[22], Euxanthe e Palla.
- 1820: Billberg determina o gênero Polyura.
- 1823: Hübner determina o gênero Siderone (ex subgênero de Anaea).[22]
- 1824: Godart cataloga Nymphalis franck (Prothoe); Hübner determina o gênero Prothoe.
- 1836: Boisduval determina o gênero Prepona.
- 1844: Guérin-Méneville cataloga Nymphalis (Prepona) chromus (Noreppa); Doubleday determina o gênero Agrias.
- 1855: Hewitson cataloga Nymphalis calydonia (Agatasa).
- 1860: Hewitson cataloga Siderone archidona (Coenophlebia).
- 1862: C. & R. Felder determinam o gênero Coenophlebia (ex subgênero de Anaea).[22]
- 1865: Guenée determina a tribo Charaxini.
- 1868: Salvin & Godman catalogam Paphia cyanea (Polygrapha).
- 1886: Doherty determina a subfamília Charaxinae.
- 1887: Staudinger determina o gênero Polygrapha (ex subgênero de Anaea).[22]
- 1894: Rothschild determina o gênero Anaeomorpha.
- 1896: Reuter determina a tribo Anaeini.
- 1899: Moore determina o gênero Agatasa.
- 1915: Fruhstorfer determina o gênero Archaeoprepona.
- 1971: Rydon determina os gêneros Fountainea (ex subgênero de Anaea)[22] e Noreppa, e as tribos Pallini, Preponini e Prothoini.[5][6][23]

### Século XXI
- 2004: Gerardo Lamas transfere os subgêneros de Anaea para o estatuto de gênero e considera Anaea troglodyta espécie monotípica.[24]
- 2008: Gláucia Marconato afirma, no artigo Análise cladística de Charaxinae Guenée (Lepidoptera, Nymphalidae), que "alguns gêneros resultaram como polifiléticos como é o caso de Charaxes, Archaeoprepona e Prepona e necessitam revisão taxonômica com base nesta filogenia... Charaxes deve incluir as espécies do gênero Polyura. Archaeoprepona deve incluir o gênero monotípico Noreppa e Prepona deve incluir Agrias".[8]
- 2009: Kwaku Aduse-Poku, Eric Vingerhoedt e Niklas Wahlberg, no artigo Out of Africa again: A phylogenetic hypothesis of the genus Charaxes (Lepidoptera: Nymphalidae) based on five gene regions, acrescentam Euxanthe e Polyura ao gênero Charaxes, através de sequenciamento de DNA.[21]
- 2013: Elena Ortiz-Acevedo e Keith R. Willmott, no artigo Molecular systematics of the butterfly tribe Preponini (Nymphalidae: Charaxinae), fundem Agrias com Prepona, Noreppa com Archaeoprepona e concluem que a outrora espécie de gênero monotípico Anaeomorpha splendida Rothschild, 1894 nunca se agrupara filogeneticamente com os restantes Preponini.[7]
- 2015: Emmanuel F. A. Toussaint, Jérôme Morinière, Chris J. Müller, Krushnamegh Kunte, Bernard Turlin, Axel Hausmann e Michael Balke, no artigo Comparative molecular species delimitation in the charismatic Nawab butterflies (Nymphalidae, Charaxinae, Polyura), questionam o artigo de 2009, afirmando que "investigações filogenéticas moleculares do grupo revelaram uma afiliação de parente próximo dentro dos clados de Charaxes, apesar da falta de evidências morfológicas. Apesar de algumas sugestões taxonômicas, a sistemática de Charaxes e seus parentes dos gêneros Euxanthe e Polyura permanece contenciosa. Isto é. É provável que Charaxes represente uma série parafilética complexa".[25]
- 2017: Bonfantti, Casagrande & Mielke determinam o gênero Mesoprepona, no artigo Using Molecules and Morphology to Unravel the Systematics of Neotropical Preponine Butterflies (Lepidoptera: Charaxinae: Preponini).[23][26]

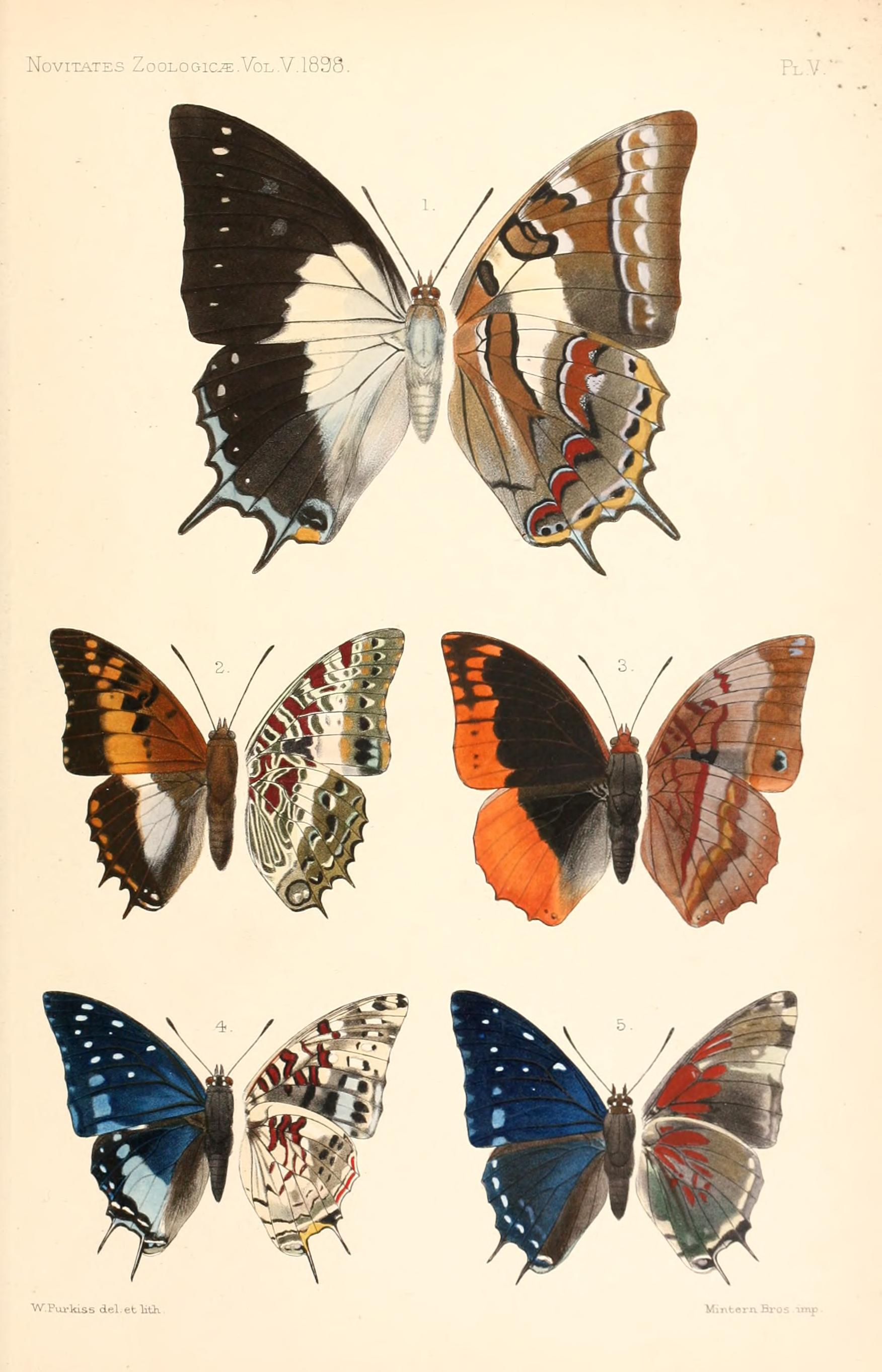
Ilustração de Walter Rothschild (1898) com borboletas Charaxini dos gêneros Polyura (acima) e Charaxes, vista superior (esquerda) e inferior (direita); em ordem de leitura, Polyura jupiter, Charaxes ansorgei, Charaxes protoclea ssp. azota, Charaxes etesipe ssp. tavetensis e Charaxes etesipe. No início do século XXI foi proposta, através de sequenciamento de DNA, a fusão de ambos os gêneros.
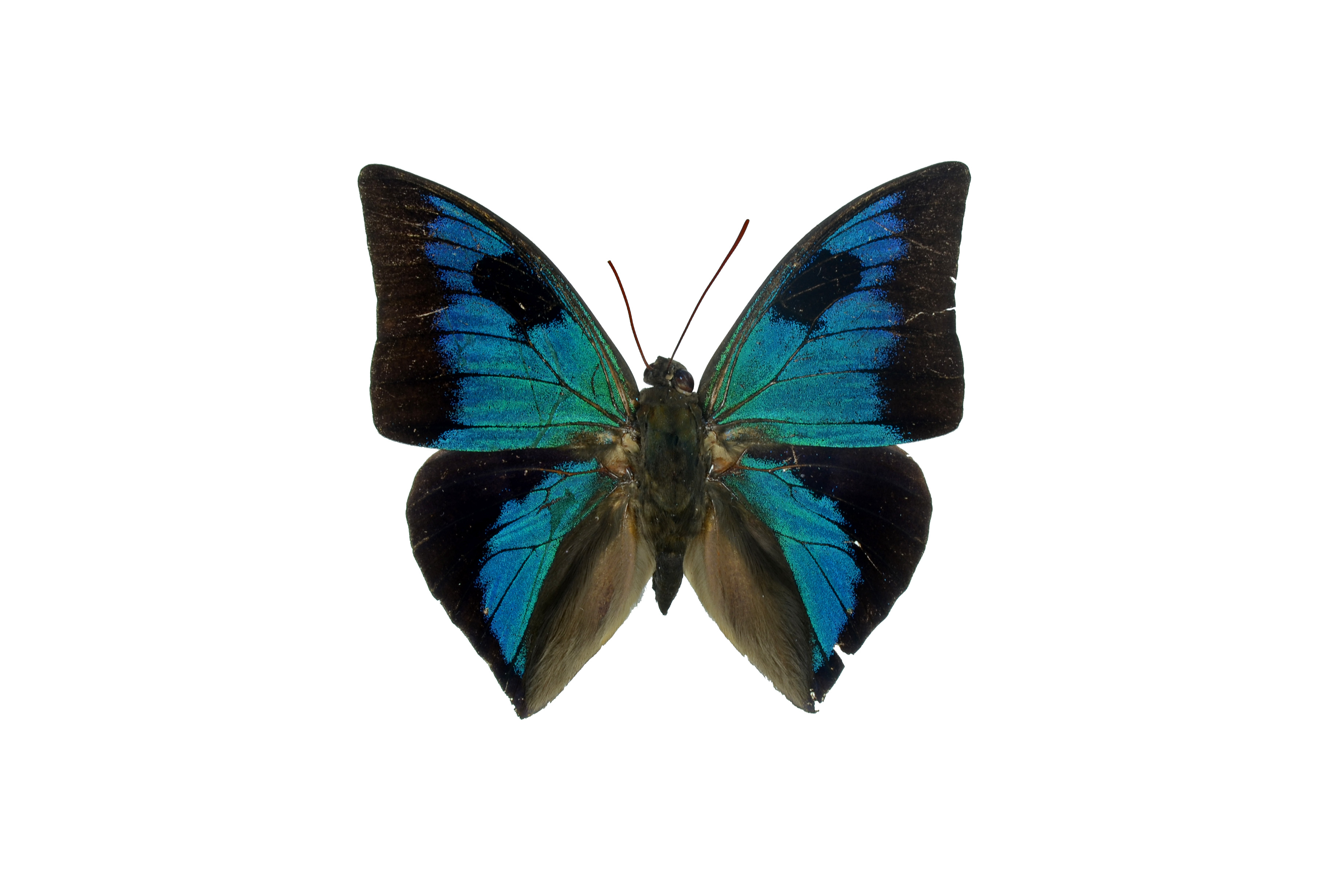
Fotografia de Anaeomorpha splendida, vista superior. Excluída dos Preponini no ano de 2013, no estudo Molecular systematics of the butterfly tribe Preponini (Nymphalidae: Charaxinae).
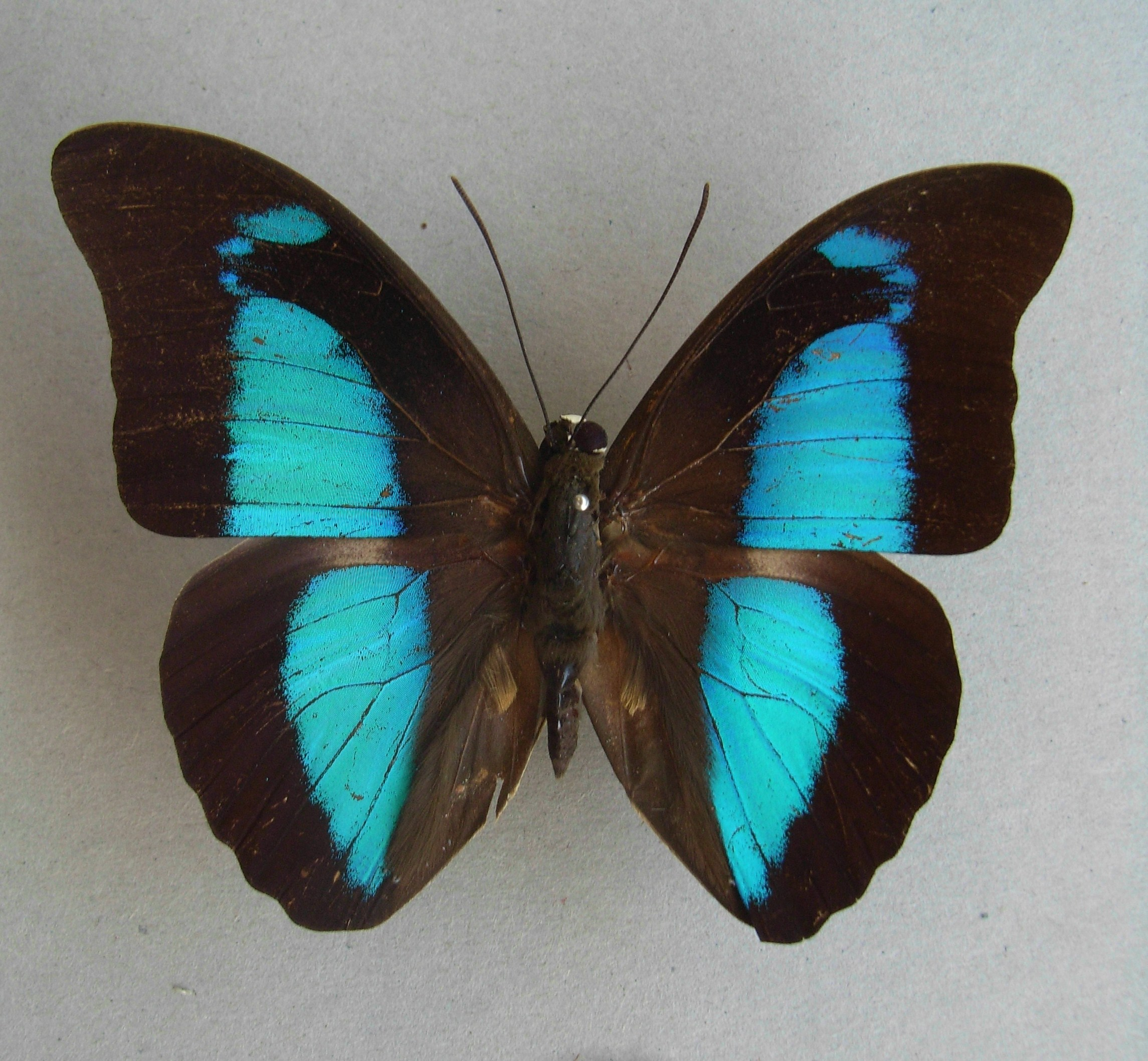
Fotografia de Mesoprepona pheridamas, vista superior. Incluída em gênero monotípico dentre os Preponini no ano de 2017, no estudo Using Molecules and Morphology to Unravel the Systematics of Neotropical Preponine Butterflies (Lepidoptera: Charaxinae: Preponini).

## Galeria de imagens de Charaxinae em vista ventral

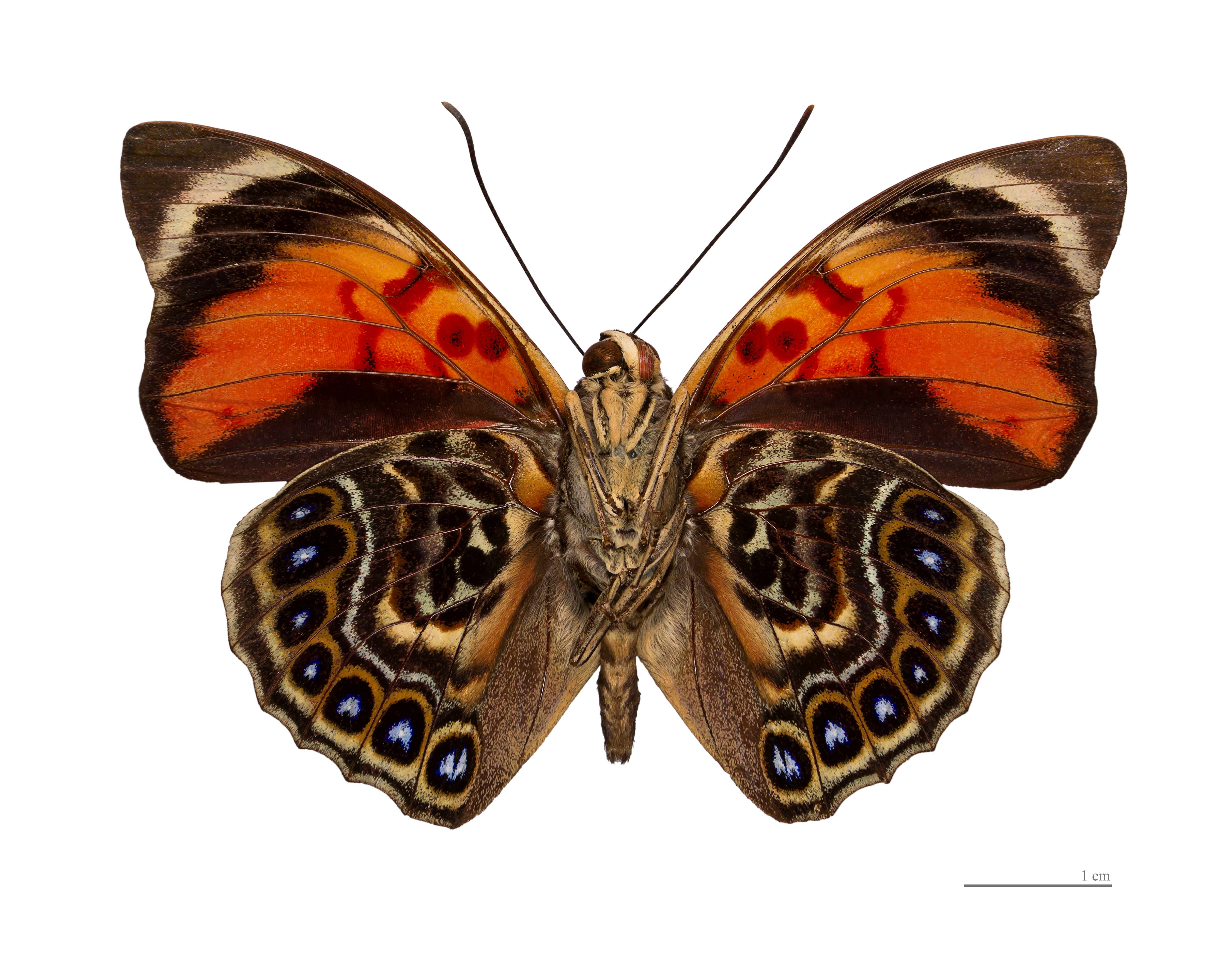
Prepona claudina
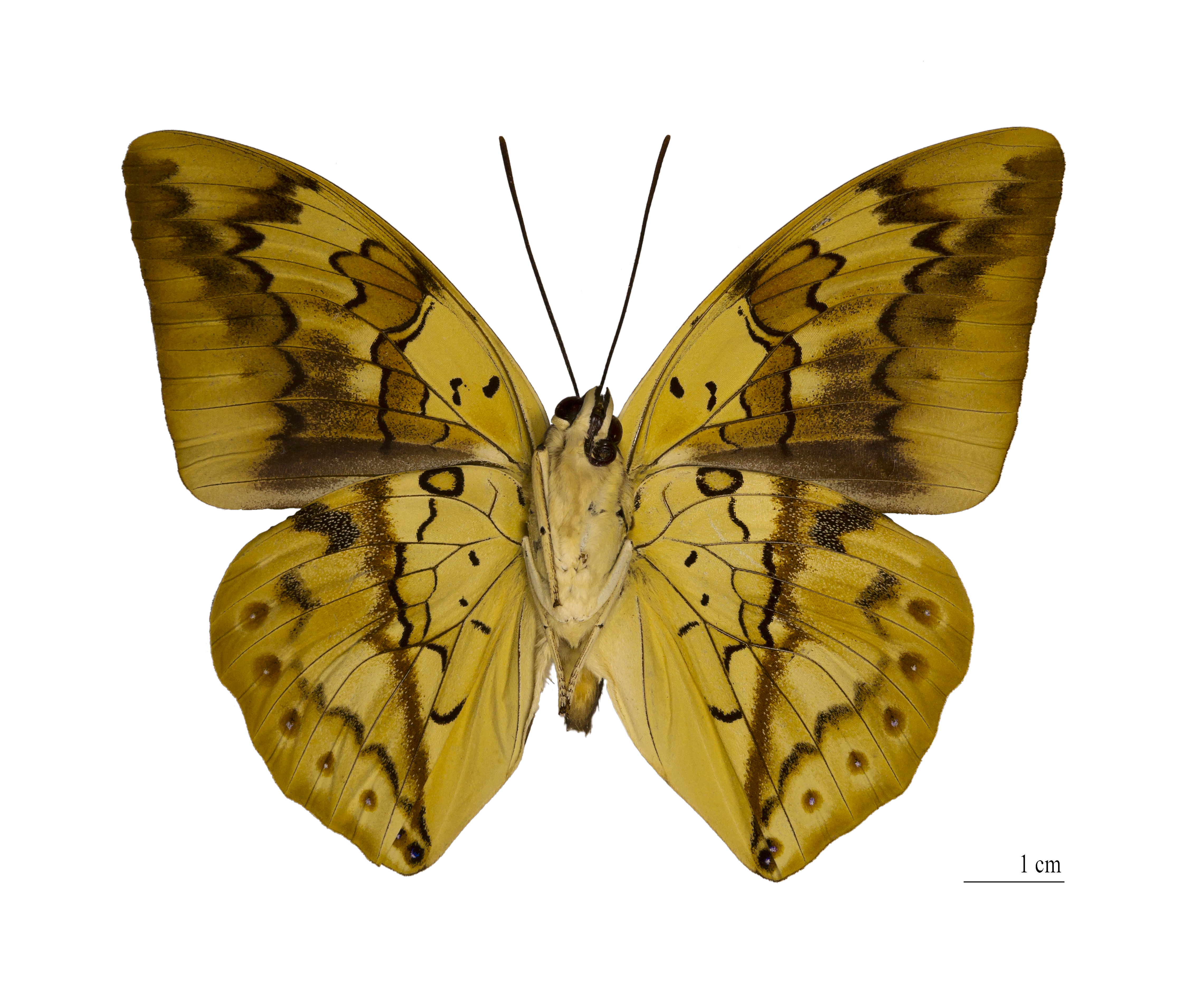
Archaeoprepona licomedes
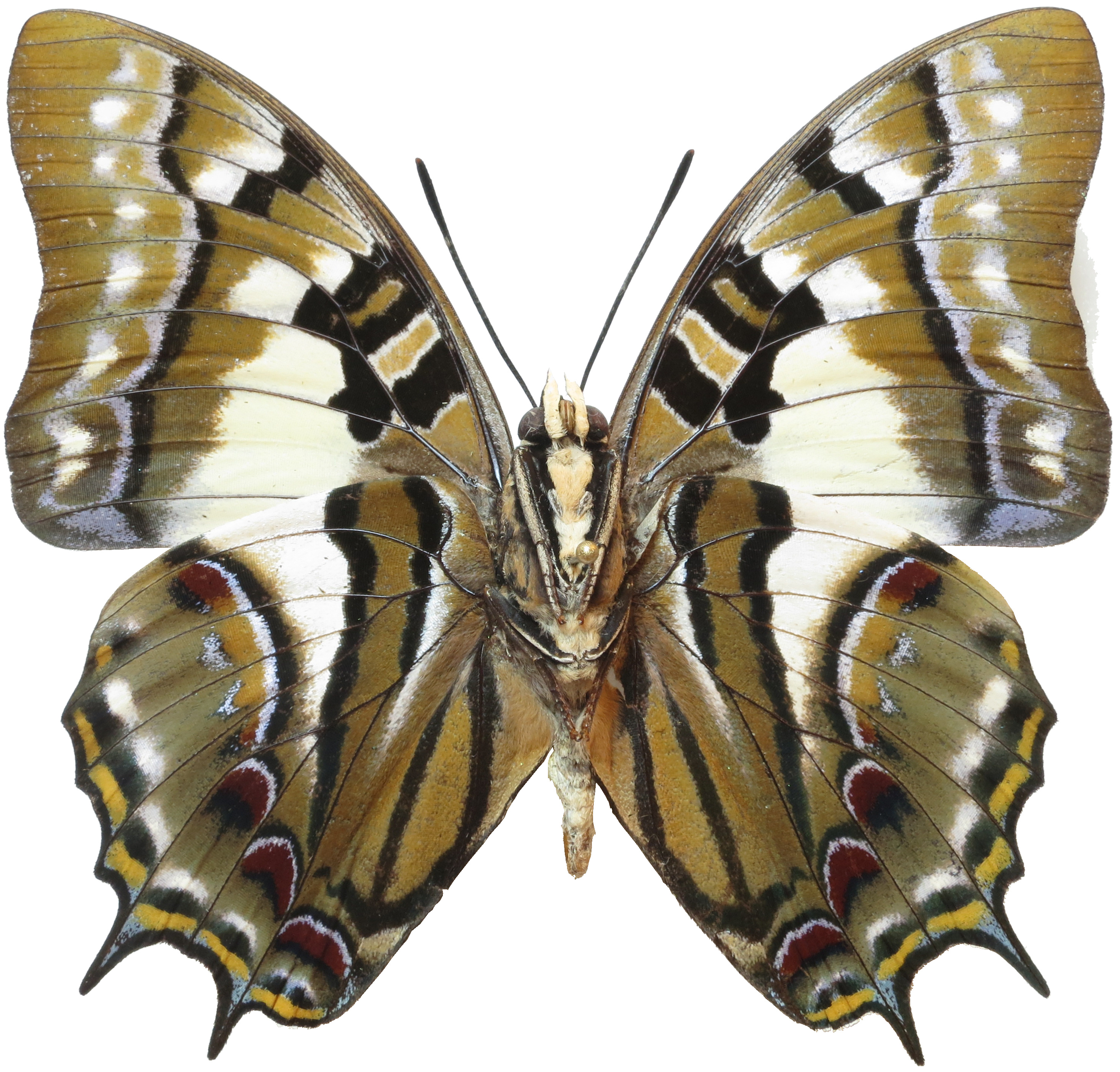
Charaxes pyrrhus
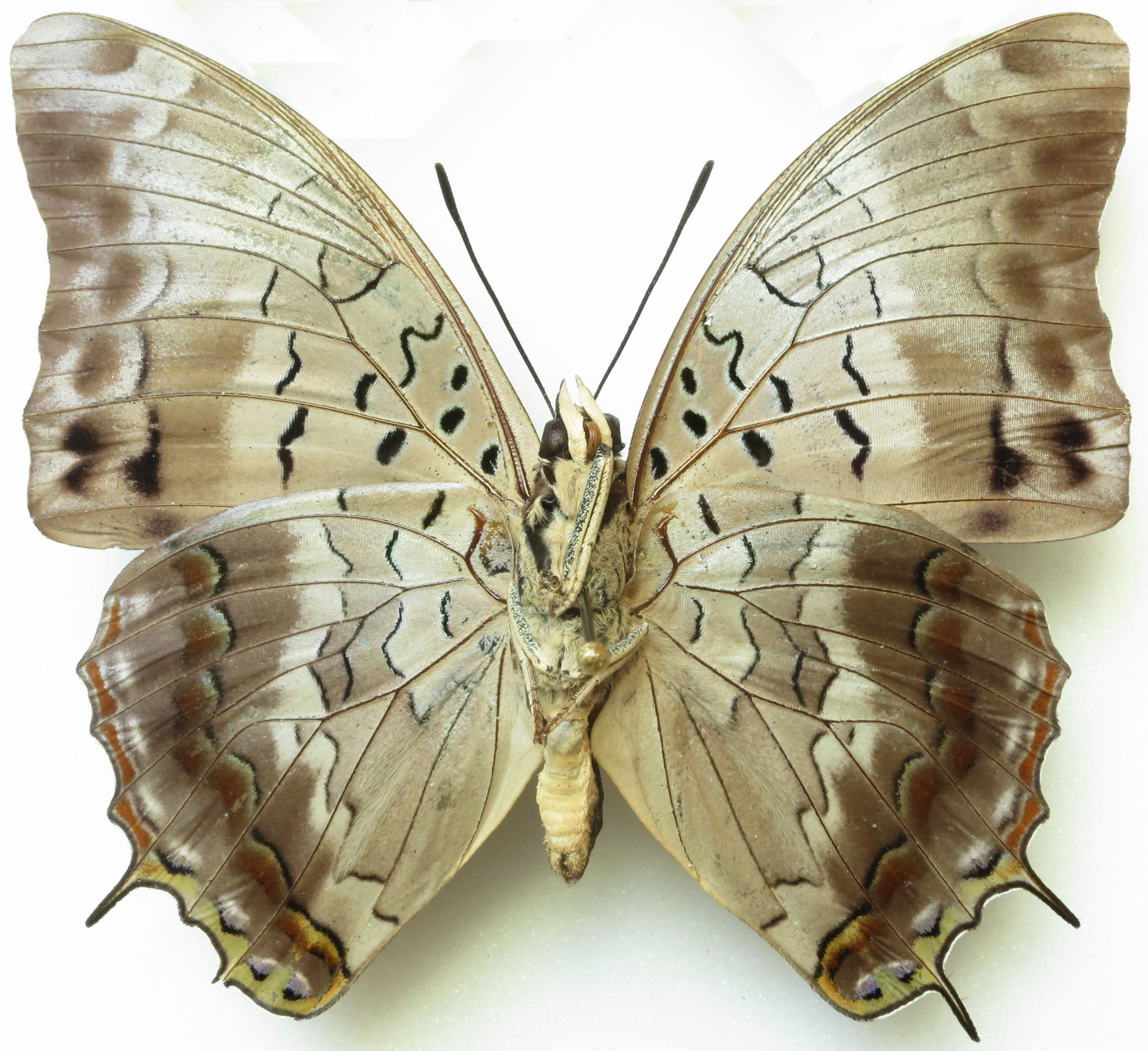
Charaxes catachrous
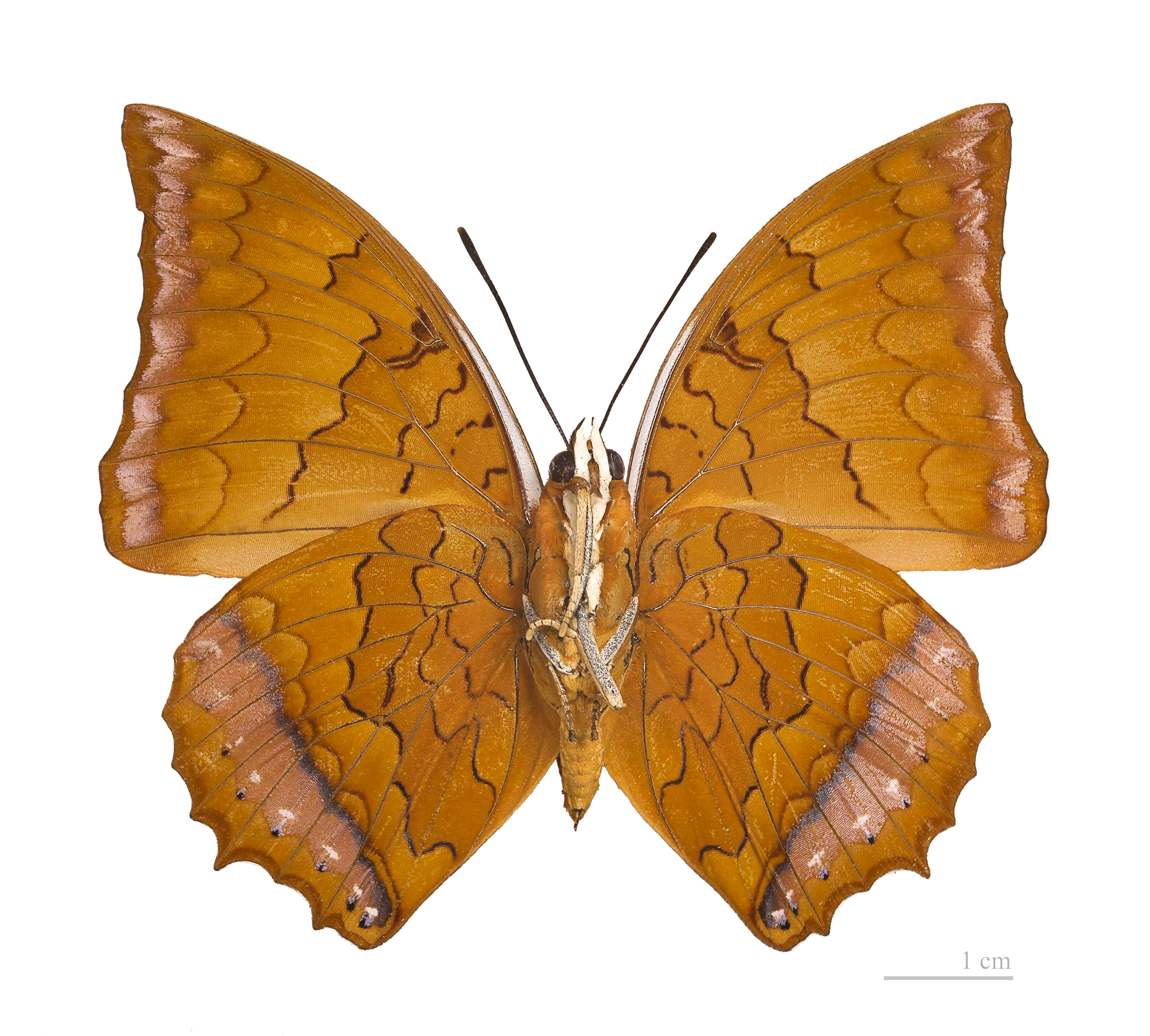
Charaxes distanti
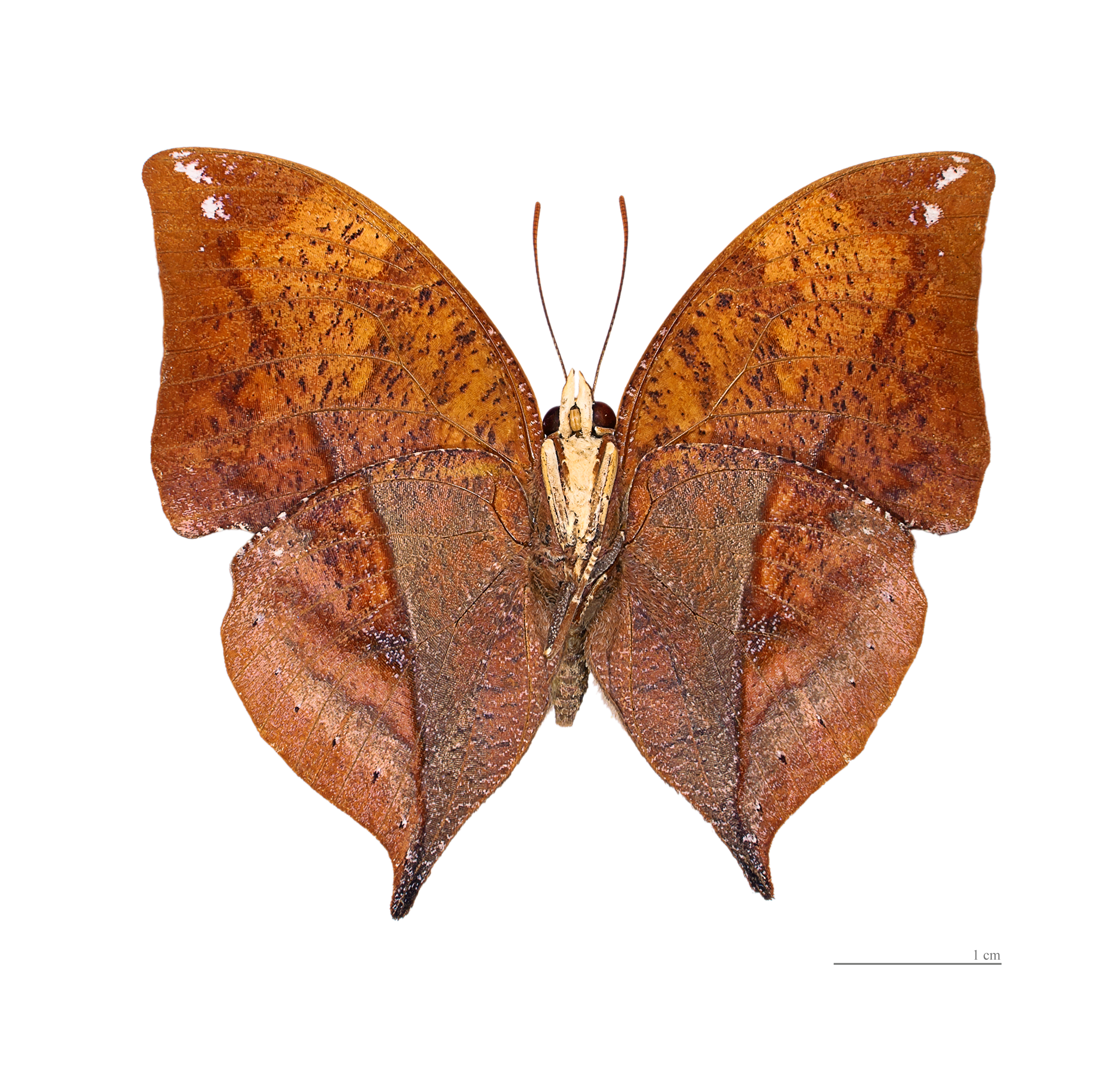
Zaretis itys
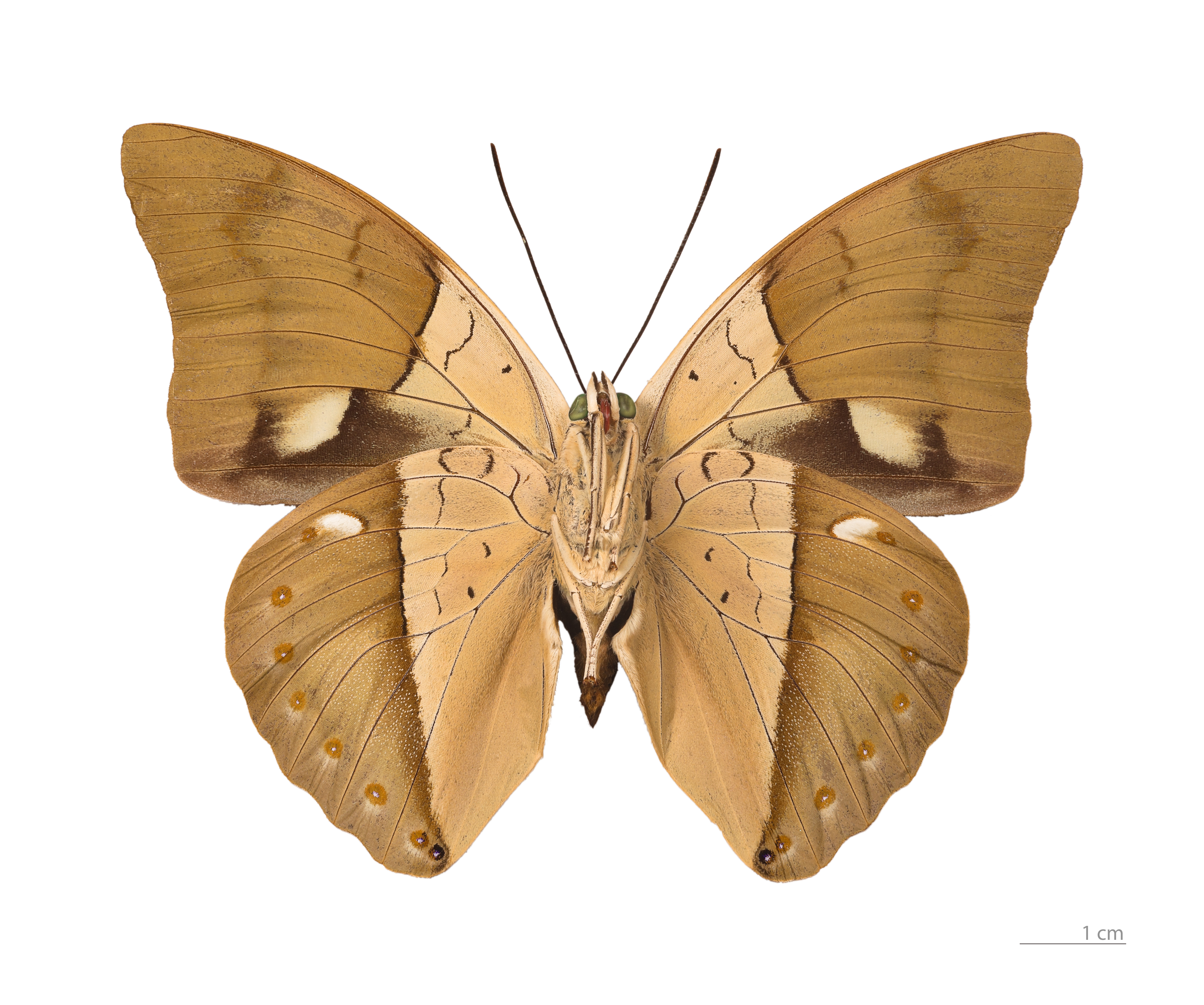
Archaeoprepona amphimachus
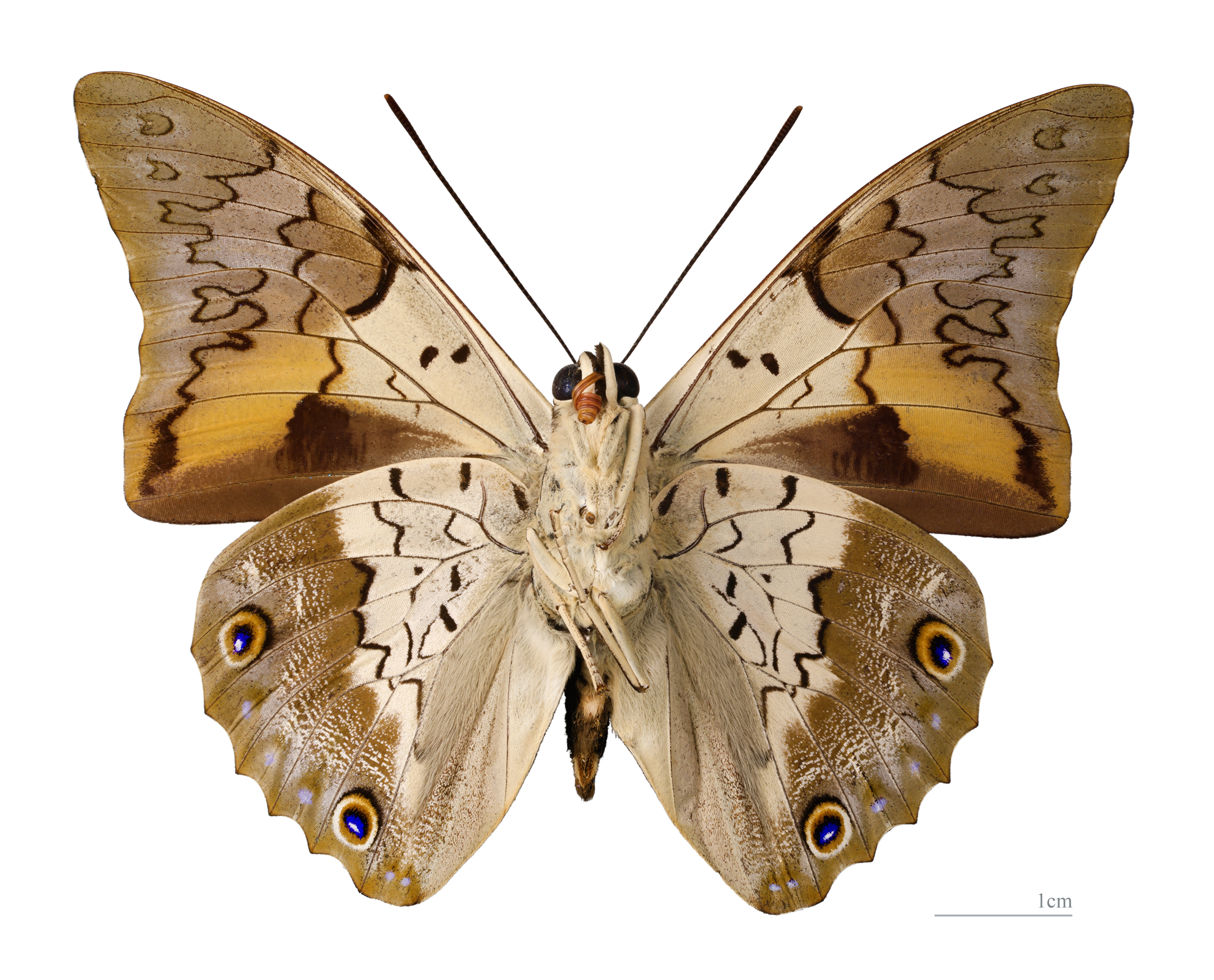
Prepona laertes
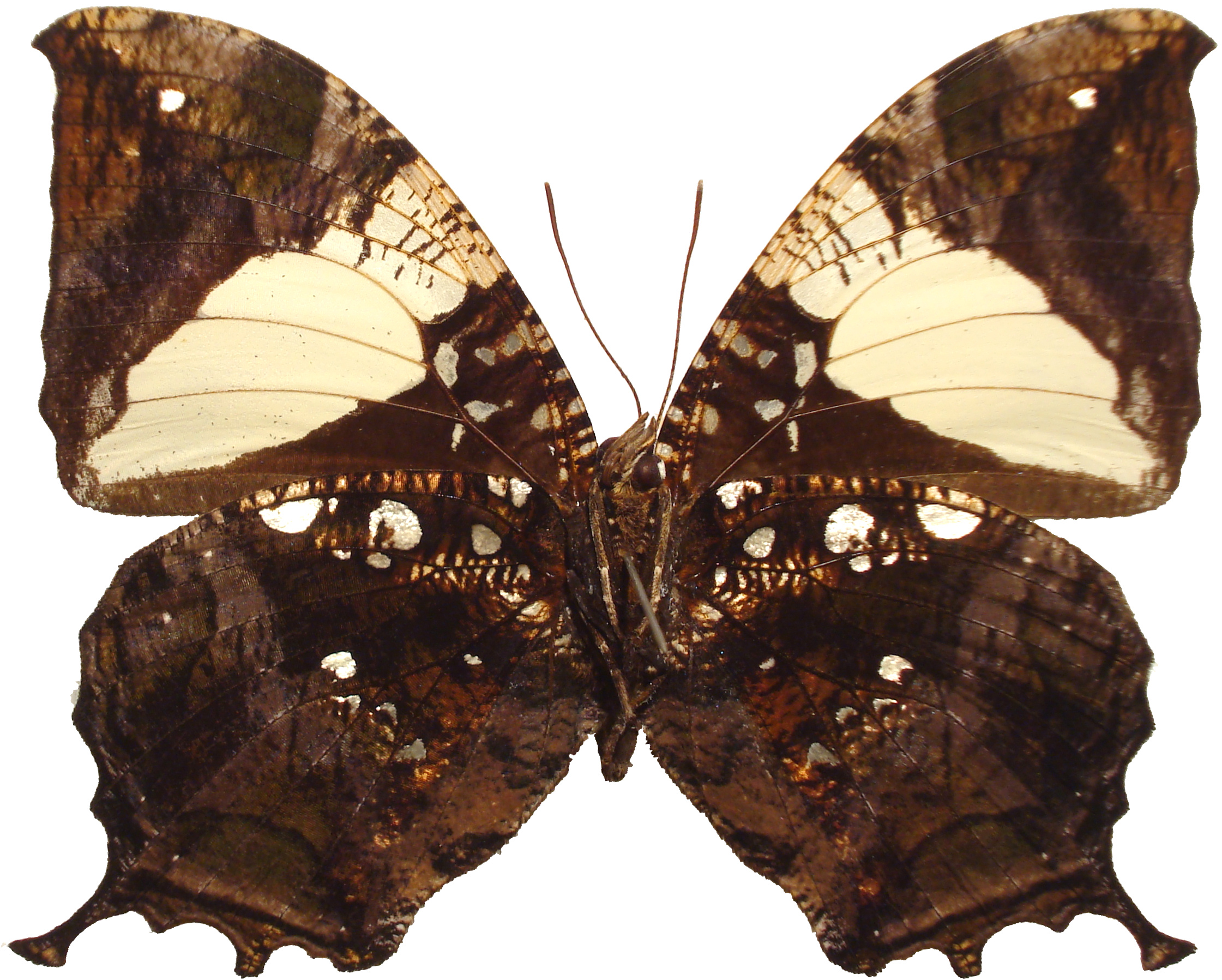
Hypna clytemnestra
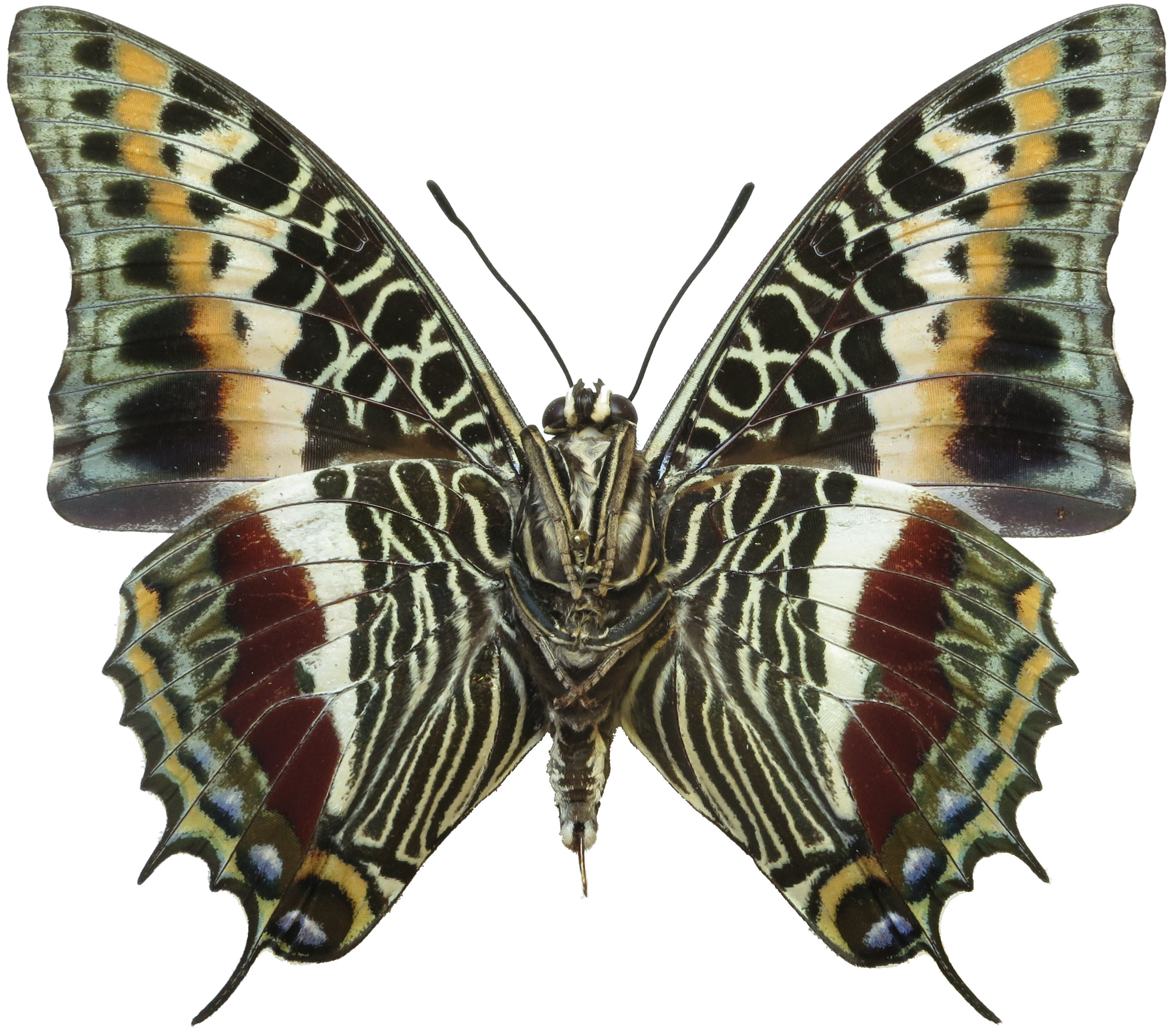
Charaxes castor
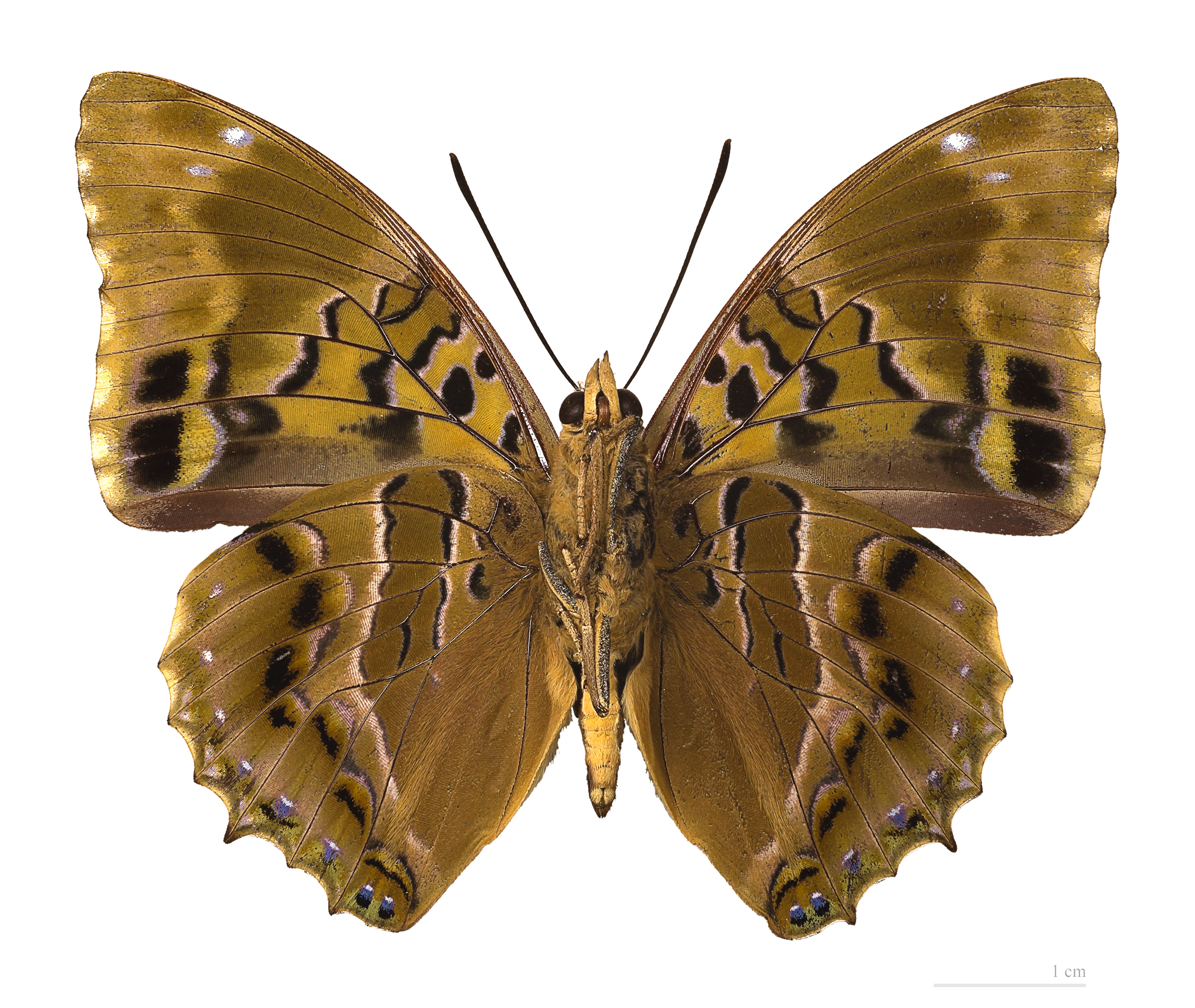
Charaxes numenes
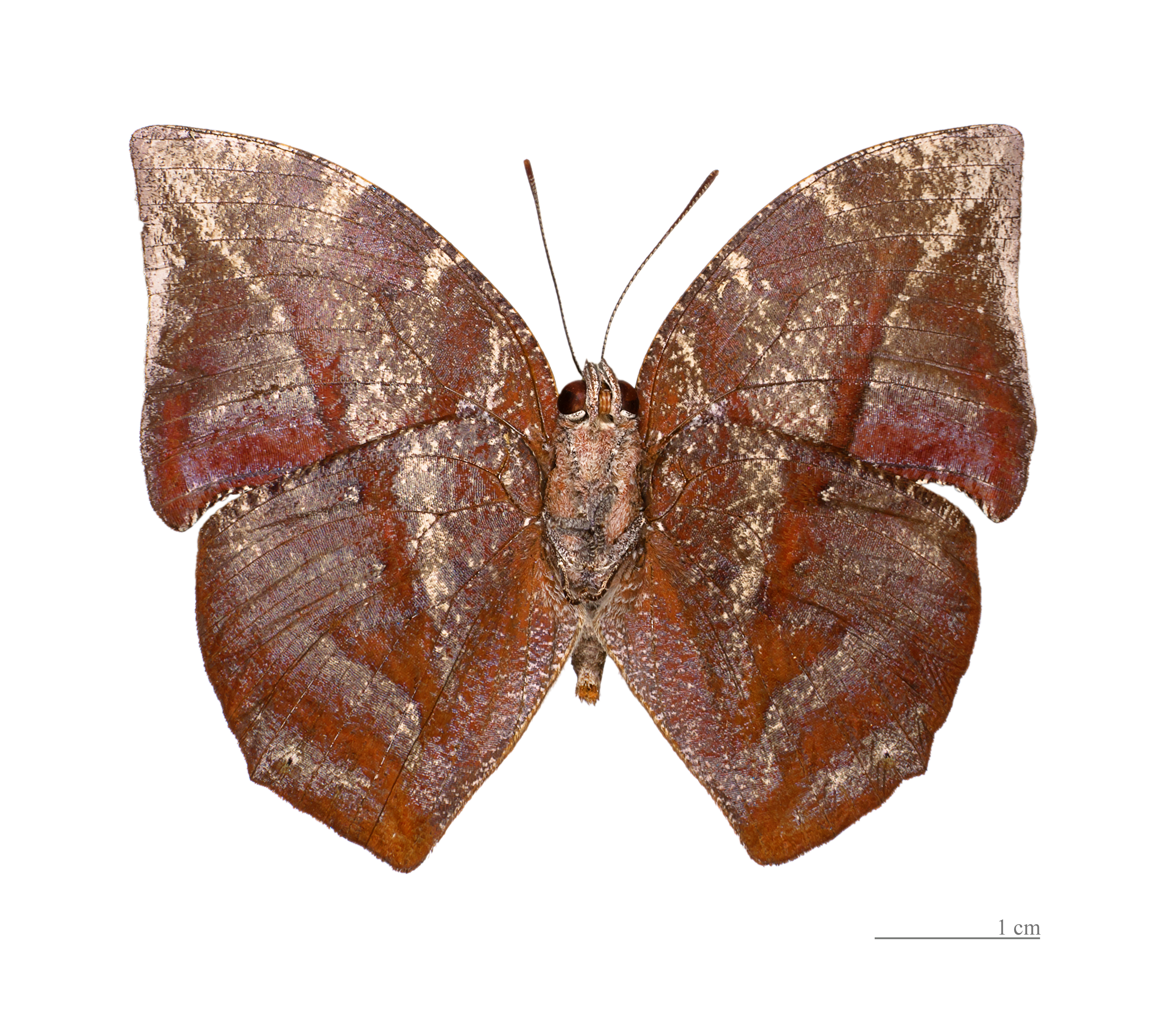
Memphis phantes